# Langues potou-tano
Les langues potou-tano ou langues potou-akaniques sont une branche large des langues kwa, parlée du Bénin jusqu’en Côte d’Ivoire. La branche potou-tano regroupe les langues tano comme l’akan ou le baoulé.

## Classification interne
Parmi les langues potou-tano :
- les langues potou-tano
  - les langues potou
    - l'ébrié
    - le mbatto

  - les langues tano
    - le krobou
    - les langues tano occidental
      - l'abouré
      - l'éotilé

    - les langues tano central ou langues akan
      - les langues bia
        - l'agni
        - le baoulé

      - l’akan

    - les langues gouang

## Lexique
Lexique des langues potou-tano selon Hérault (1983):
| Français                                   | Ébrié                        | Mbatto                   | Krobou             | Abouré             | Éotilé              | Agni                          | Baoulé                  | Nzéma               | Abron          |
| ------------------------------------------ | ---------------------------- | ------------------------ | ------------------ | ------------------ | ------------------- | ----------------------------- | ----------------------- | ------------------- | -------------- |
| avaler (une nourriture solide)             | mɛ̰̀                           | mḛ̄                       | mỹɛ̰́                | mɩ̰̀                 | mvɛ́nɩ̀à              | mɩ̰n                           | mɛ̰́                      | mɩ̰́                  | m(ɩ̰́)nɩ̰́ʔ        |
| autre (donne-moi une autre machette)       | ná̰kʰɛ̀                        | yɔ̄kɔ̄                     | ná̰nɛ̰̄               | èjɩ̰́lɩ̰̀              | cwɛ̌                 | fυflɛ̀                         | úflɛ̂                    | jɛ̀nɩ̰́                | fʊ́f(ɔ̀)rɔ̀       |
| aujourd'hui                                | ɛ̰̀cɛ̰́                          | ò̰jé                      | ǹzɛ́nɛ̰̄              | ɲ̀ɲḭ̂                | énjè                | ɛnɛ                           | àndɛ́                    | ɛ̀nɛ́                 | ńnɛ̀            |
| attraper (une poule)                       | hɔ̰́                           | ho̰̍                       | pɔ̰́                 | tà                 | pí                  | cɩ́                            | trà                     | cɩ̀                  | cɩ́             |
| atiéké                                     | áyì                          | àcɛ̀kɛ́                    | fɛ̀dɛ̀-àcɛ̀kɛ́         | àcɛ̀kɛ́; àwòyó       | ŋḿgbò; mɔ́bwɛ̀        | àcɛ̀kɛ́                         | ācɛ᷆kɛ̄                   | àcɛ̀kɛ́               | àcɛ̀kɛ́          |
| attendre (quelqu'un)                       | bò                           | pòwà                     | tí                 | sàsâ               | sà                  | wυnndɛ́                        | mḭ᷆ndɛ̄                   | kɛ̀ndɛ̀               | cɥɩ̰́ɩ̰́ʔ          |
| attacher (un animal à un arbre)            | mwà̰-ɗí                       | mō̰                       | tɔ̰́ɛ̰̀                | cɩ̀cɩ̂               | pípì                | cɩ̀cɩ́; mɩ̰̀ndá                   | mḭ᷆ndā                   | cɩ̀cɩ̀                | cìc(ɩ̀)rɩ̀ʔ      |
| asseoir (s'asseoir sur une chaise)         | cʰé-tʰé                      | yi᷄                       | gbɛ̀nɛ̰́ tɛ̂           | hʊ́à                | pɛ́nɛ̀                | tran (àsî)                    | tr̃ā̰ āse᷆                 | tr̃à̰nzɩ̀              | t(à̰)nà̰ sɩ̀ʔ     |
| arriver (il est arrivé hier)               | dì                           | dḛ̀                       | da᷈                 | jùkó               | bà                  | jú                            | jú                      | jú                  | j(ù)rùʔ        |
| argent (monnaie)                           | jɛ̀tɛ̰̂                         | ó̰ʄḛ́                      | sìkā               | òsùkò              | èsìhɛ́               | sika                          | sīkà                    | èzùkwà              | sìká           |
| arc-en-ciel                                | ɲà̰kà̰ - frá̰gà̰; ɲà̰kà̰-dù-byè-yá | gɓògɓò                   | ɲà̰gɔ̀dê             | ɲà̰ŋà̰tḭ̀             | écírà-mrònú-ámvɛ́    | ɲà̰ngʊ̰̀ndʊ̰̂                      | ɲā̰ngo᷆ndḭ᷆                | ɲà̰ngʊ̰̀ndʊ̰̀lɩ́          | ỹà̰kʊ̰̀-dɔ̰́n       |
| arbre                                      | áyá                          | óyòkū                    | ɲá̰mɛ̰᷈               | èlìbè              | ɛdʊ́ɛ́                | bàkǎ                          | wākà                    | bàkà                | dǜá            |
| araignée (celle des contes)                | nà̰nà̰mpwɛ̀                     | àbɔ̰̀bɔ̰̀ɗēɗḛ̄                | kànɔ̰̀bá             | kà̰kɩ̰̀mbà            | ɛ̀kwràbà             | ɛ̀kɛ̀nda                        | ākɛ̄nde᷆wā                | kɛ̀ndɛ̀bà             | ànà̰nzɩ̀ʔ        |
| apprendre                                  | cʰwɛ̀                         | jrɛ̰̄                      | yì kɔ́kɔ᷈            | sùsṵ̂               | súsù                | suan                          | sw̰à̰                     | súkwà               | sǜà̰ ʔ          |
| appeler (elle a appelé son enfant X)       | cʰè                          | hō̰                       | dɛ́                 | plɛ᷆                | tì                  | flɛ                           | flɛ̀                     | fɛ̀lɛ̀                | f(ɛ̀)rɛ̀ʔ        |
| année                                      | ápá                          | óɓā                      | wéɲɔ̰᷈               | ɔ̀fʊ́ɛ̀               | ɛ̀fʊ́ɛ̀                | àfυɛ̀                          | a᷆fwɛ᷆                    | ɛ̀vʊ̀lɛ́               | àfíʔ           |
| animal                                     | brà̰                          | ó̰nā̰                      | nỹɔ̰̄                | ɛ̀là̰ɱɩ̰̀              | ɛ̀bʊ́wʊ̀               | ǹnaɲ                          | n̄nɛ̰̀                     | nà̰nɩ̰̀                | àbʊ́á           |
| âne                                        | frímú                        | frúmú                    | òfrúmṵ́ndú          | à̰flṵ́mṵ́             |                     | àflunmun                      | aflṵ̀mṵ́                  | àfṵ́l̰ṵ́mṵ́             | àf(ú)rúmṵ́      |
| ami                                        | ɛ̰̀jɔ̀                          | jò̰                       | sáo᷈                | ébê                | ènìngwò             | danvυ                         | jānvwɛ᷆                  | àgɔ̀nwʊ̀lɛ́; ègɔ́wʊ̰́     | dà̰nvʊ̀ʔ         |
| allumer (le feu)                           | tɔ́                           | ɗɔ̄                       | sǔ                 | tʊ̌à                | kà                  | sɔ́                            | sɔ́                      | sɔ́                  | sɔ́ʔ            |
| aller (il va à Abidjan)                    | lò                           | nō̰                       | jó                 | hɔ̀                 | kɔ̀                  | kɔ́                            | kɔ́                      | kɔ́                  | kɔ́ʔ            |
| albinos                                    | ácítʰwí-lèphà̰; ɓr̀omá̰-gá̰gá̰    | ó̰fó̰ ge̍-ɓí                | ʃo᷈hṵ́bré-brɔ̀fɔ̄è     | á̰tʊ̰́-tɔ́fʊ́ɛ́          | ámédà̰ngɛ́nɛ́          | èflí                          | flì                     | fìlí                | f(ì) rí        |
| aimer (son enfant)                         | pɔ́                           | ɓɔ̄                       | wrɛ̂                | hlɔ̀                | krú                 | kùló                          | klò                     | kùlò                | pɛ́ʔ            |
| aile                                       | ɛ̰́pʰrɛ́-mɔ̰̀                     | ó̰plōmō̰                   | ba᷈-ntɛ́             | ɛ̀tábà              | ɛ̀tɛ̀                 | ndɛwa                         | n̄dɛ᷆wā                   | ǹdɛ́bàlɛ́             | àp(ɛ̀)rɛ̀m       |
| aiguiser (une machette)                    | sɛ́                           | sɛ̄                       | ɥǐ                 | hì                 | kɛ́; sò              | sí                            | sí                      | sí                  | sɩ̰́ʔ            |
| aiguille                                   | ákwɛ́                         | àgúyà                    | àyífyɛ́lo᷈           | dɔ̀lɔ̀vá; àgbíyà     | àgbúyà              | drɔ̀wâ                         | a᷆mɛ̰̄sr̃ɛ̰̀                  | agbúyà              | páníɛ́          |
| aulacode ('agouti')                        | átʰégò                       | gù̄gḛ̀                     | kpɛ̰̀mbǎ             | òkùbò              | àpépé               | pɛ̀mǎ                          | kpɛ᷆mā                   | pìmà                | àk(à)ràndíɛ̀    |
| agenouiller (s')                           | ɓɔ́ ɛ̰́tráhɛ̰́lé                  | ɓɔ̄; nɗā-wú; tḛ̄           | kóngó bóbōè        | kʊ̀tʊ̂               | mbɛ́mḭ̀à̰              | kυtυ                          | ko᷆tō                    | kʊ̀tʊ̀                | bù ŋ̀gòtòjɥé    |
| accoucher                                  | hó                           | hē                       | bī; wū             | wʊ́                 | wò                  | wυ                            | wū; bà                  | wʊ́                  | wʊ́ʔ            |
| acheter (de la viande)                     | pʰɛ́                          | pɛ̄                       | tó                 | tɔ́                 | tɔ̀                  | tɔ                            | tó                      | tɔ́                  | tɔ́ʔ            |
| abeille                                    | áhóyá                        | ó̰ʃūé                     | ɲ̀ɲɛ̰᷆                | ɔ̀wɔ̂                | éwò                 | wɔ̀mǎ                          | zɔ̄gɔ̄dà; wɛ̄mà            | mɔ́bɔ̀                | ŋ̀wàá           |
| crapaud                                    | bɔ̀                           | ànḛ̀ké                    | drɔ̀ndrɔ᷈            | klɔ̀pɔ́kɔ́            | àhràfɔ̀bɔ̀            | ɛklɛɲ                         | klɛ̀                     | kɛ̀lɛ̀ɲɩ̰̀              | àcǘrɛ́          |
| crabe                                      | kóntró; kɛ́ɓé                 | kóndró                   | ká̰nga᷈              | òhô                | krá                 | kángâ; ékó                    | kángâ                   | kángà ékó           | kɔ́tɔ̀ɔ̀          |
| couteau                                    | kàkrâ                        | ɠàɠla᷇                    | m̀pɔ̀mɛ̰᷈              | kàkɛ́lɛ̀             | kákrà               | dàdɩ̀ɛ́                         | lālyɛ̀; kwê              | dàdìɛ̀               | sɩ́kà̰à̰          |
| coussin de tête                            | átʰrà                        | sò̰mḛ́; sùmḛ́               | príprí             | àfùlè              | àyùlè               | àɲḭ̀né                         | āɲrè                    | àɲḭ̀lè               | káhìrè         |
| courir (homme)                             | wá                           | wɛ̄                       | ŋmá̰nɛ̰᷈              | yɛ̀tɩ́               | fré                 | wà̰ndí                         | w̰a̰᷆ndī                   | ŋá̰dì                | tù àm(ì)rìdá   |
| couper (en deux, avec une machette)        | jà̰                           | gò̰                       | kósí               | bɛ̀                 | sò                  | pɛ                            | kpɛ́                     | pɛ́                  | c áʔ           |
| couler (l'eau de la rivière)               | byè                          | piò                      | kpá̰                | bʊ̰́lʊ̰̀               | hɔ̰́                  | sɩ̰́                            | so᷆ɲjī                   | sʊ́ɲɩ̰̀                | tɩ̰̀ɩ̰̀ʔ           |
| coudre                                     | grɛ̀                          | ɓū                       | kpá                | kpà̰                | kɛ́ngɛ̀; gbá̰          | pa                            | kpá                     | kpá                 | pám            |
| coucher (se)                               | lá lé                        | le᷄                       | ǹtē tr̃â̰            | sḭ́ɩ̰̀                | sìnè                | dá                            | lá                      | dá                  | dáʔ            |
| cou                                        | àɓwà                         | óɓàkū                    | kɛ̰̂                 | ɔ̀kɔ̀                | ŋ̀grúmá; ɛ̀kɔ́mnɛ̰̀      | kɔ̀mɩ̰́n                         | kɔ̀mḭ́                    | kɔ̀mɩ̰̀lɛ́              | kʊ̰́ʊ̰́ʔ           |
| coton                                      | ɛ̰̀jɛ̀sɛ́                        | ó̰ɓɔ̰̄                      | jɛ̀sɛ́               | jḭsɛ́               | m̀vúá(yà)            | jɛ̀sɛ́                          | je᷆sē; fɔ̀kɔ́              | àsàábà              | àsàá           |
| corps                                      | ápʰɔ̀                         | ó̰ɲɔ̰̄pō̰                    | yànɛ̰́-nḭɔ̰̄           | ɛ̀fɛ́-ná̰ɱɩ̰́           | ànɔ̰̀                 | wunnanɲ                       | w̰ṵ́-nnɛ̰̀                  | w̰ʊ̰̀-nà̰nɩ̰lɛ́           | hʊ̰́             |
| corne (de bélier)                          | ɛ̰mè                          | ó̰mō                      | m̀mɛ᷈                | ɩ̰̀ɱɩ̰́lɩ̰̀              | ɛ̀bɛ̀                 | m̀mɛ̂                           | wɛ̂                      | mɛ̀nɩ̰́                | àmɛ̀n           |
| corde (pour attacher un mouton)            | áɓɛ́                          | òɓɛ̄                      | byē                | ɛ̀tɛ̂                | ɛ̀fámɔ̰́               | ɲà̰mǎ̰                          | ɲā̰mà̰                    | ɲɛ̰̀mà̰                | hɔ̰̀má̰           |
| corbeille                                  | ákwrɛ́ɓɛ̀; ákprɛ́ɓɛ́             | óklě; óɓoádɛ̀             | tèpe᷈               | òwá; èké           | ɛ̀cɛ̀                 | ècé                           | gbōgbo᷆                  | kɛ̀ndɛ́nɩ̰́             | kàndḭ́ḭ́         |
| corbeau (noir et blanc)                    | kákà                         | ɓácɛ̀                     | kòkòkwā̰kwa̰᷆         | wǎcɛ̀               | ɛ̀wásɩ̀               | sṵ̀ʌ̰̀-kʊ̀â                       | kɔ̄kɔ᷆kā̰kwà̰               | kɔ̀ŋɔ̀nzɛ̀lɛ́; kɔ̀kɔ̀sɛ̀lɛ́ | kɔ́kʊ̰̄ā̰dàbī      |
| coq                                        | kɔ̀sɔ̀-sɛ̀                      | àɠɔ́ɠɔ́                    | kɔ́kɔ́-nda᷈           | ákɔ̀-vènì           | èyíkɔ̀-mɩ̀à           | ákɔ́-ɲḭ̀man                     | àkɔ̀-ɲḭ̀-má̰               | àkʊ́lɛ́-ɲḭ́nḭ́          | àkʊ́kɔ́-ỹḭ́nḭ́     |
| conte                                      | álɛ́                          | ó̰nḛ̄                      | m̀brě               | ŋm̀gbɩ̰̀lɩ̰̀mɩ̰᷆          | kɔ́ngwáŋ̀gɔ̰́           | ɛ̀hʊ̀â                          | ŋ᷆gwa᷆                    | hʊ̀à                 | mɔ̀tɔ̀fɛ́nɩ̰́       |
| concession                                 | áɓátʰó                       | ópǒ                      | gbrǎ               | ɔ̀pʊ́kʊ̀              | èwù                 | àwúlô                         | a᷆wlo᷆                    | àʊ̀kʊ́                | fíé            |
| compter (des animaux)                      | ká̰                           | ɠɔ̰̄                       | ká̰                 | hàlé               | krɛ́                 | ká                            | ká̰                      | ká                  | ká̰n            |
| comprendre (je ne comprends pas le baoulé) | yé                           | yē                       | tí                 | tíè                | tè                  | tɩ́                            | tí                      | tɩ́                  | tìè            |
| colline                                    | áɓóɓó                        | ótē                      | gbrê-bī            | ɛ̀bɩ̀kɛ̀              | bʊ̀bʊ̀                | bʊ̀kâ                          | kpɔ᷆lɛ̄                   | bʊ̀dá                | m̀mɔ́pɔ́          |
| cœur                                       | ɛ̰́tʰɛ̰́                         | óguBMɓí                  | nɔ̀pɛ̂-bī            | à̰hʊ̰̀lʊ̰̀ɱɩ̰̀            | cínjì               | ahunlin                       | āw̰l̰ɛ̰̄bà                  | àhʊ̰̀l̰ɩ̰̀               | àkʊ̰̀m̀bá         |
| coépouse                                   | ácɛ̀                          | ʄā-ɓiē                   | kpra᷈               | èhi↓yɔ́             | ŋ̀gwràbò             | kʷàlàfʊ́ɛ̀                      | wlâ                     | hʊ̀lálɛ̀              | k(ʊ́)ràʔ        |
| coco (noix de)                             | ɛ̰̀mɔ̀ɓá                        | óʃùbuó                   | ḿbòbá              | ègbèvè             | brɛ̀fɛ́yì             | àjɥ́è                          | kpákô                   | kùkùè               | kùbé           |
| citron (petit citron vert)                 | ɛ̰̀gbówé-cʰrɛ̰́cʰrɛ̰̀              | sàkòɓá                   | àbèmɛ̰̀-ngbɔ́         | òdò̰wú-!cákʊ́bá      | céhéǹjé             | dòmuan                        | wàwlé-lo᷆mḭ᷆              | dòmṵ̀l̰ɩ̰́              | àkḭ̀ngàā cɥáríɛ́ |
| chose                                      | áyí                          | ó̰nḛ́                      | yi᷈                 | ɛ̀lɩ́kɛ̀              | èlè                 | niké                          | līke᷆                    | dʊ̀kwɛ́; dèbíé        | bìbí           |
| choisir (un pagne parmi d'autres)          | dò                           | frū                      | yì sé              | sìɛ́ kló pá         | ŋwá̰-ŋwrà̰-mrɔ̰́        | nian nυn fá                   | nỹà̰ fá                  | fá                  | yíʔ            |
| chien                                      | gbà                          | àduà                     | bɔ᷈                 | àmʊ̰̀                | ɛ̀mrɔ̰́                | cʊ̀á                           | ālwa᷆                    | cʊ̀wà                | k(á̰)ná̰má̰nɩ̰́     |
| chèvre                                     | cyɛ̀-ɓyè                      | áɠɔ̀tḛ̄                    | si᷈                 | ècíè               | ɛ̀súbócé; ɛ̀súbrócé   | boli bla                      | bòlí-bla᷈                | àbɔ̀ncɩ́              | àb(é)récíé     |
| cheveu                                     | ɛ̰́hɛ̰́ɲrò                       | ówú-ɲɲē                  | hṵ́-ǹtɛ́             | ētē-ǹtʊ̰́ɩ̰̀           | ǹjʊ́ɛ̀                | ti ɲuan                       | tí-ndrɛ᷆                 | èŋḭ̀nḭ̀               | w̰ḭ́ḭ́            |
| cheval                                     | gbɔ̰̀nkɔ́                       | gbɔ̀ɠɔ́                    | kpà̰ngɔ̂             | kpɔ̀ŋɔ̂              | cúngbá̰              | ɛpɔngɔ̂                        | n̄nɛ̰̀-kpa̰᷆ngɔ᷆              | ɛ̀kpɔ̰̀ngɔ̂             | pɔ̰̀ngɔ́          |
| chercher (quelque chose d'égaré)           | nɛ̰̀                           | jō̰                       | jɔ̌                 | gbá                | nɛ́nɛ̀                | pindɛ́                         | kṵ᷆ndɛ̄                   | kpʊ̰́ndɛ̀              | pɛ́ʔ            |
| chemin                                     | ásító                        | ósɔ᷄kó̰; ósɔ᷅kó̰             | té                 | àtɩ̰̂                | àtɩ̀mbí              | àtɩ̰n                          | a᷆tḭ᷆                     | àdɩ̰̀l̰ɩ̰́               | kwán           |
| chauve-souris (de case)                    | pʰúpʰù                       | ɗɔ̰̀ɗē                     | àkpànɛ̰́             | à̰fʊ̰́lʊ̰̀              | sà̰nzà̰ɲḭ́mṵ̀           | atuotuolɛ                     | a᷆tɔ̄tɔ᷆lɛ̄                 | àtúétùlē            | àhúróndè       |
| chaussure                                  | ɛ̰́gbàwà                       | ò̰gbàɓòá                  | m̀bòbòā             | màbʊ́à              | mvábɔ́               | mbàbʊ̀á mabua                  | ŋ̄ngbābwà                | ŋm̀gbɔ̀làbʊ̀à          | m̀mɔ̀bʊ̀bá        |
| chaud (l'eau est chaude)                   | pʰé                          | hù                       | tɔ́tɔ́               | tɩ̀                 | dò                  | dɔ wluwlu                     | ló                      | wúlúwúlú; dɔ́        | lòló           |
| chat                                       | àwɔ́                          | àwɔ́                      | àfr̃ǎ̰               | kápù               | njènṵ́mḭ̀             | ɛkla                          | jɛ̄kwa᷆jō                 | kúsù                | àj(ɛ̀)rɛ̀mòá     |
| chasse (il va à la chasse)                 | ácɛ̰́                          | óʄiɛ̰̄                     | kɔ̰̀-nɛ̰́              | òvòlíè             | ɛ̀bʊ́-dí-nú           | tùí-blò                       | ko᷆nỹɛ̰᷆                   | bʊ̀lɛ̀                | àhá            |
| charbon de bois                            | ɛ̰́tɛ̰́-mrà                      | óɗè-mlɔ̰᷆                  | bɔ̌-bré             | m̀mlíè              | njò                 | èbṵ́nê                         | bṵ́nê; bṵ́ndê             | èmṵ́l̰ṵ́kɩ̀             | bìdíé          |
| chapeau (d'homme)                          | ákpró                        | ówú-kle᷄                  | kprɛ᷈               | èkèvè              | àcíbá               | klé                           | klè                     | cɛ̀lɛ̀                | cɛ́             |
| chanter (son enfant a chanté)              | kó                           | lē                       | ɲ̀jó sú             | bɛ̀ jòṵ̂             | nɔ̰̀ ǹjô              | tʊ̀ èjɥeɲ                      | to᷆ jɥe᷆; sro᷆ jɥe᷆         | sùrò                | tʊ̀ jɔ́m         |
| champignon                                 | ɛ̰́nù                          | ò̰nḛ̄                      | ǹdo᷈                | dómpò              | ɛ̀bɩ̀-cíbá-mvú        | èninê                         | n᷆dre᷆                    | dòmò                | m̀m(è)ré        |
| champ (d'ignames)                          | ɛ̰́gɔ̰̀                          | ogḛ̀                      | wɔ̰́                 | ʊ̰̀hʊ̰́à̰               | ɛ̀ɥɔ́                 | fié ébo                       | fyê                     | ɛ̀yá                 | m̀vúó           |
| chair (opposé à os, pour l'homme)          | ɛ̰́ná̰-mí                       | ó̰mí                      | yànɛ̰́-nỹɔ̰̄           | òyòkò              | mvòngòmà̰            | àwʊ̰-ǹnǎ̰ɲ                      | w̰ṵ́nnɛ̰̀                   | àwʊ̰̀-nà̰nɩ̰̀            | hʊ̰̀-nám         |
| cendres                                    | ɛ̰́tɛ̰́-ntʰù                     | óɗè-ntō̰                  | ǹzw̰á̰               | m̀mlà               | mbúprù              | ǹzʊ̰́an                         | n᷆zɥ̰ɛ̰᷆                    | ǹzɔ̰̀l̰ɛ̰́               | ǹzɔ̰́ɔ̰́           |
| cela (ou ce canari-là : éloignement)       | lókɔ̰̀                         | ó̰ɗɔ̰́; ó̰nɔ̰́                 | ìjé                | hɩ̰́lɩ̰́               | cwɛ̌                 | ɛ̀hɩ̰́l̰ɩ̰́ká; hɩ̰̀l̰ɩ̰́                 | ŋ᷆gālɛ̄                   | yɩ́mɔ̀                | yéí            |
| ceci (ou ce canari-ci : proximité)         | lókɔ̰̀                         | ó̰ɗɔ̰́; ó̰nɔ̰́                 | ìjé                | ɛ̀hɩ̰́                | ɛ̀bɛ́                 | ɛ̀hɩ́ká; !hɩ́                    | ŋ᷆gā                     | ɛ̀yɩ́ká               | yéí            |
| cauri                                      | ̰ɛ̰́dìprì                       | ò̰màlá                    | ǹzr̃ɔ̰̀wā             | kɩ̰̀lɩ̰̀ŋɛ́; ǹzlɔ̀bâ     | kra̰ngɛ̀              | nzrɩwa                        | n̄zre᷆wāmà; ŋ̄glo᷆āmà       | ǹzrɛ̀bá              | s(ɩ̀)rɩ̀wá       |
| carpe                                      | kpékpè                       | óvuà                     | kpàtra᷈; ébe᷈        | ɔ̀bɔ́vɔ̀; ɔ̀kplɔ̀       | ángbé               | ɛ̀pɔ́lɛ̂                         | ākpò                    | ɛ̀kpɔ̀kɛ̀              | àpàt(ɛ́)rɛ́      |
| caoutchouc                                 | àɲà̰                          | àmɛ̄lɛ̀                    | pòtômpō            | ábʊ̂                | ànɩ̀à                | àmálɛ̀                         | pòtómò                  | ámàlɛ́               | táyâ           |
| canne (de cérémonie)                       | ɛ̰̀kpɔ̀mà̰; ɛ̰́cí-yágrɛ̀            | ó̰gbɔ̰̀mò̰ɔ̰́                  | gbā                | kpà̰mà̰              | ɛ̀bánɛ̰̀               | pɔ̀mǎ̰                          | kpɔ̰᷆mā̰                   | kpɔ̀mà̰               | pòmá̰           |
| canari (à eau, en argile)                  | áɓwè                         | ó̰dū-ɓiá                  | ǹzó būè            | òklúvó             | àtɔ́                 | búa                           | sɛ̂                      | èbúákɛ́              | sɩ̰́ɩ̰́ɩ̰́           |
| canard                                     | làlàɓò                       | láɓò                     | dàbòdábò           | dábʊ̀dábʊ̀           | m̀brámɔ̰̀              | dábodabo                      | lábû; lábûlábû          | dábʊ̀dábʊ̀            | b(ɔ̀)rɔ̀kɔ́kɔ́     |
| campement (de culture)                     | nà̰mwè                        | ó̰nà̰mue᷆                   | m̀po᷈                | nà̰múè              | yípù                | nà̰múè                         | na̰᷆mwe᷆                   | nà̰múlé              | àkùràá         |
| caméléon                                   | má̰mò                         | yōmé                     | dòdòwrɛ᷆            | lòlùè              | sáwòɲé              | dòdòhólè                      | lōlo᷆wlɛ᷆                 | dòdòhúlʊ̀lʊ̀; bɔ̀mʊ̰̀ngà̰ | kà̰ngà̰ng(ò)ròlò |
| calebasse                                  | ápʰè                         | ópiā                     | tó-bú              | ɔ̀wá                | èpèyí               | àwâ                           | a᷆wa᷆                     | àwá                 | kʊ̀ràá          |
| caillou (pierre, petite taille)            | áɓú                          | óɓū-ɓí                   | bú                 | ɔ̀vʊ̀ɛ̀               | èbò                 | ɛ̀bʊ̀ɛ́                          | kpāngba᷆                 | bʊ̀lɛ̀                | bʊ́ɔ́            |
| cacher (un objet)                          | hrɔ̀mà̰                        | hlɔ̰̄mɔ̰̄                    | ʃɛ̰́                 | píà                | fítà                | fɩ̀á                           | fyà                     | fɩ̀à                 | síé            |
| cache-sexe féminin                         | áɓwɛ̀                         | ó̰mó̰grě                   | díènkre᷆            | ɛ̀cávɛ̀              | èsó                 | kojo                          | kòjó                    | sàlɛ́                | tá̰m            |
| cache-sexe masculin                        | àɓràkɔ̰́                       | dɔ̀; àɓlàɠó̰               | àbràkɔ̰́             | àblàkʊ̰́             | àmvàmɔ̰̀              | àbàlàkʊ̰́                       | āla᷆kṵ̄                   | àblàkʊ̰̀              | píétó          |
| butter (les ignames)                       | dwà̰                          | gɔ̰̀                       | ŋ́kò ko᷈             | vó                 |                     | bɔ̀ kófíè                      | bo᷆ kófyê                | bɔ̀ kòfíè            | bɔ̀ àkófìè      |
| buffle                                     | gò                           | fḛ̄                       | gbrɔ́               | ɔ̀hʊ́ɛ̀               | èkù                 | tɔ́lɛ̂                          | a᷆wɛ᷆                     | ɛ̀tʊ̰́ngā̰              | kʊ́ɔ́            |
| brûler (un champ pour le cultiver)         | hà tɛ̰̀                        | tē                       | ŋr̃ɛ̰́                | fè                 | ɥɔ̀                  | yàrá                          | yrà                     | yɩ̀là                | ɕíʔ            |
| brousse (opposée à village)                | ábìtʰè                       | óɓòtḛ̄                    | kɔ̰́                 | ɔ̀plɔ́vɔ̀             | ɛ̀brɔ̂                | èbló                          | blò                     | ɛ̀kpɔ̀kɛ̀              | wúràà          |
| brouillard                                 | áɓókʰà̰                       | òɓòkɔ̰̀                    | bo᷈                 | ɔbɔ̂                | ɛ́tɛ̀                 | bɔ̀lɛ́                          | bɔ᷆lɛ̄                    | mùl̰ṵ́ngṵ̀             | bʊ́sǜò          |
| bras (de l'épaule à la main)               | ɛ̰́mɔ̰́                          | ó̰mō̰                      | jɛ̂                 | ɛ̀vàhɛ̀              | ɛ̀ɲàmɔ̰̀               | àsǎ; sà                       | sá                      | sàlɛ́                | ǹzá            |
| boyaux                                     | ɛ̰́náɓrɛ̀                       | ó̰noā                     | ̀m̀mḭ́-ŋm̀gbɔ́          | àyà                | mɛ́bɩ̀à               | ɲ̀ɲǎ                           | āyà                     | àɲàlɛ̀               | ǹz(ʊ̰̀)r̃ʊ̰̀ʔ       |
| bouillir (l'eau bout)                      | pʰɔ̰́                          | pō̰                       | ŋmá                | fù                 | fútù                | kú                            | tú                      | tʊ̰́                  | h(ú)rúʔ        |
| boue (vase)                                | ápà; álɔ́                     | ó̰ɗɔ̀ɗɔ̀                    | pɔ̀tɔ̰̀mpɔ᷈            | àsâ                | àsà                 | nɛtiɛ                         | n̄nɔ̄tyɛ̀                  | ǹdɛ̀tɛ̀lɛ́; mótò       | ŋ̀gɛ̀tíɛ́         |
| bouche                                     | ɛ̰́mɛ̰́                          | ó̰mɛ̰́                      | ɲ̀ɲɔ̰᷈                | ɔ̀blɔ               | ǹdó                 | nuan                          | nw̰a̰᷆                     | ǹná̰lɛ̀               | ànʊ̰́ʊ̰́           |
| bosse (du bossu)                           | ákʰókʰō-ngbɔ̀                 | o̰gɓɔ̌                     | àfú                | à̰fṵ́                | àkùbó               | àfun                          | a᷆fṵ̄; āfw̰ḭ̀               | àfṵ́                 | àfṵ́ṵ́           |
| bon (c'est bon, pour de la nourriture)     | ɲɔ̰́                           | fḛ̄                       | ɲɔ̰̀mɛ̰́               | ǹdɛ́                | bámá                | pâ                            | kpâ                     | kpàlɛ̀               | pá; yɛ́         |
| bois de chauffage                          | ɛ̰́cè                          | ó̰ná̰                      | ǹnɛ̰́                | èlè; èjàvè         | ńjɛ́cɛ́ʊ̀              | èyě                           | yè                      | ɛ̀yɛ̀nɩ̰̀               | ǹỹḭ́ná̰          |
| bois                                       | áyá                          | óyòkū                    | ɲá̰mɛ̰᷈               | èlìbè              | ɛ̀dʊ́ɛ́                | bàkǎ                          | wākà                    | bàkà                | dǜá            |
| boire                                      | ná̰                           | nā̰                       | nɛ̰́                 | lʊ̰̀                 | nɔ̰̀                  | nʊ̰́n                           | nɔ̰́                      | nʊ̰́                  | nɔ̰́mʔ           |
| blennorragie                               | átɔ́srɔ̀                       | ó̰ɗɔ̄-hɛ́                   | ḿbrómbró           | dòdúè              | mócóyì              | dòdìé                         | lōlyɛ̀                   | sàkpú               |                |
| blatte (cafard)                            | tʰàtʰàpʰrɛ́                   | plɛ́                      | àpúsɛ́krɛ́           | bɛ̀tɛ́bɛ̀             | àɲrḭ̀mṵ̀              | ɛ̀wɔ̀triwá                      | ɔ̄trɛ̀wá; wɛ̄trɛ̀wá         | ɛ̀lɛ̀tɛ̀bá             | tɛ́f(ɛ̀)rɛ̀       |
| Blanc                                      | gá̰gá̰                         | gɔ̰́gɔ̰᷆                     | brɔ̀fɔ̄è             | lɔ̀fʊ́ɛ̀              | ŋ́gbápʊ́              | blɔ̀fʊ́ɛ̀                        | blɔ̄fwɛ᷆                  | blɔ̀fʊ̀lɛ́             | b(ò)rònḭ́ḭ́      |
| blanc (c'est blanc)                        | pʰópʰò                       | pōpō̰                     | fɔ̰́ɛ̰́                | fùfúè              | fúfú                | fúfúè                         | ùfwê                    | fùfúlè              | fúfúó          |
| bébé                                       | yípɔ́-mpwɛ̀                    | ɓí-mɓoɛ̄                  | bī-bɔ̰́mbɔ́           | àlɩ̀báplɔ̀           | bà-pù               | àdɔ́má̰                         | bà-lɔ᷆ma̰᷆                 | àdɔ́má̰               | àbɔ̀f(á)rá      |
| beaucoup (de foutou)                       | ɓúdú                         | gbà                      | cící               | ɔ̀bʊ́ɛ̀               | (ót)óbúè            | dɔ́ʊ̰́ pimbin                    | kàká                    | sʊ̰̀mâ̰; dɔ́ʊ̰́           | bébréēē        |
| battre (se)                                | kú dì                        | ɠō̰                       | n̄tɔ́ di᷈             | hʊ̰̀                 | kʊ̀                  | kʊ̰́n                           | tū ŋ̄go᷆ndḭ᷆               | kʊ̰́                  | kʊ̰́ʔ            |
| battre (tambour)                           | mɔ̰́                           | hā                       | brɛ́                | hà̰                 | kɛ́                  | bɔ́                            | bó                      | bɔ́                  | bɔ́ʔ            |
| bâtir                                      | tʰá̰                          | tɔ̰̄                       | gbí                | yɔ̀                 | sà                  | sí                            | kpl̰à̰                    | sí                  | síʔ            |
| barbe                                      | ágù                          | ó̰gḛ̄                      | ādá̰nza᷈             | ǹnà                | nà̰                  | àkà̰nzà; ká̰nzà                 | ākānza᷆                  | kɛ́sà; ɛ̀kɛ̀sàlɛ́       | àbòjèsé        |
| banco                                      | átà                          | ó̰tō̰                      | àkpòṵ᷈              | m̀bítíé-tɔ́kɔ́        | ɛ́mʊ̰̀ɛ̰̀                | ngɛ̀tɩ̀ɛ́                        | fâ                      | pɔ̀kɛ̀                | m̀vút(ò)rò      |
| banane plantain                            | kókò                         | ò̰gbōngbò                 | bǎnda᷆              | kòókò              | kʊ́kʊ̀                | bǎnâ̰n                         | ma̰᷆nda᷆                   | bàná̰                | bɔ̀díɛ́          |
| balayer (la cour)                          | fí                           | wōwā                     | lā sísye᷈           | bàbʊ́à              | sénì                | pian piépian                  | kw̰à̰; cɥ̰a̰᷆wla᷆             | kpʊ̀kpwà̰             | p(à)ràʔ        |
| balance (pour peser l'or)                  | ájâ; àtwɛ᷆                    | kìlo᷆                     | tóhḭ᷈               | òtô                | hɔ́mʊ̰́                | tôɲi                          | tøê                     | tɔ̀nɩ̰́                | ǹzà̰nɩ̰́á̰         |
| balai (de maison)                          | ádɛ̰̀                          | ódḛ̀                      | pòpo᷈               | òdúkò-mɛ́           | àcɔ̰̀nóè              | sâɲ                           | kw̰a̰᷆wla᷆; ɥ̰a̰᷆wla᷆           | sànɩ̰́                | p(à)ràyɛ́       |
| balai (de cour)                            | ɛ̰́fyé                         | ó̰fɛ̰́                      | ǹtā̰                | mɛ́                 | àlɩ̰̀mpíé-mɛ́          | sâɲ                           | kw̰a̰᷆wla᷆; cɥ̰a̰᷆wla᷆          | sànɩ̰́                | p(à)ràyɛ́       |
| avec (il est venu avec son frère)          | lé... ɔ̰́mɔ̰̀                    | óɗī... nnò̰ɔ̰́              | ánà̰                | nɩ̰̀                 | òlé                 | nin                           | nḭ᷆                      | nɩ̀ɩ̀                 | ɔ́nɩ̰̀ʔ           |
| fusil                                      | àgbù                         | gbìà                     | tùū                | òtṵ́                | ngbáɲrá̰             | tùí                           | tɥì                     | ètù                 | tǘó            |
| funérailles                                | áɗí                          | óɗí                      | sɔ̄                 | ɛ̀sɛ̀                | àyì                 | ɛ̀sɛ̌ɲ                          | sɛ̀                      | ɛ̀zɛ̀nɩ̰́               | àyíé           |
| fumer (le poisson)                         | gbò                          | fō̰fō̰                     | fā                 | yàyʊ́à              | káng(r)à            | ɥɛ̀lɛ́                          | wlɛ̀                     | kpṵ́                 | hʊ́ʔ            |
| fumée                                      | ɛ̰́tɛ̰́-gbrà̰                     | óɗè-ncrɔ̰᷆                 | ǹdá-sɔ̰̀             | ɲ̀cúpùè             | èsí-ngbé            | èẃusinà̰                       | ṵ́sr̃ɛ̰̂; ɔ̰́sr̃ɛ̰̂              | èsíkè               | ŋ̀wísìè         |
| fruit                                      | ɛ̰́ɲá-mí                       | óyòkū-ɓī-ɔ́               | ɲá̰mɛ̰̀-bī            | ɛ̀và                | ɛ̀dʊ́ɛ́-bà             | bàkǎ-mmà                      | wākā-mmà                | bàkà-mâ             | àdǜà-bá        |
| front                                      | ɛ̰́hɛ̰́-mɛ̰́-tʰò                   | ó̰hɛ̰̄-sɛ̰́                   | m̀mùka᷈              | ɔ̀mʊ̰̀mʊ̰̀              | èbùà                | wʊ̰̀mâ̰                          | ṵ̄mw̰a̰᷆; ŋ̄gba̰᷆              | ɛ̀w̰ʊ̰̀mà̰lɛ́             | mà̰mà̰ʔ          |
| fromager                                   | àɲɛ̰̀                          | ó̰nɛ̰̄-yē                   | nỹā̰                | èɲḭ̀ɱɩ̀              | ɛ̀ɲɛ̀                 | èɲa                           | ɲ̄ɲɛ̰̀                     | èɲḭ̀ɣà̰               | ỹḭ́ná̰           |
| froid (l'eau est froide)                   | ágbà; pɔ́; nwrɛ̰̀               | ó̰gɓɔ̰̌                     | nḭ́nḭ́               | bʊ̀tʊ̀ʊ̀              | ècò                 | jɔ́                            | flɔ̄lɔ᷆                   | flɔ̀lɔ̀               | ỹṵ́nṵ́           |
| frère cadet                                | hɔ̰̀sɛ̰́-ɓrì                     | òwúsē fā                 | wɔ̰́mỹâ̰-krénɛ̰́-má̰     | èɲɩ̰́nɩ̰̀-tèké         | mɩ̰̀à̰ sɩ̰́á̰             | (a)nianman kan                | sḭ́-mā-ya᷆swā             | àdìèmà ècì          | nṵ̈́á̰ kṵ́má̰       |
| frère ainé                                 | hɔ̰̀sɛ̰́-gbógbò                  | òwúsē kɔ́krɔ᷇              | wɔ̰́mỹâ̰-kra᷈          | ɛ̀ɲɩ̰́nḭ̀-lábà         | mɩ̰̀à̰ nìgbé           | (a)nianman-panyin             | ɲr̃ṵ́-kpɛ̰̄-ya᷆swā           | àdìèmà kpá̰ɲḭ̀nḭ́      | nṵ̈́á̰ pá̰yḭ́nḭ́     |
| frapper du poing                           | kú ɲókwè hɔ́                  | ɓɔ̄ ... ǹnòkò             | kɔ̀trɔ̀ su᷈           | fé ... òhóvò       | nɔ̰̀ ... ɛ̀ɥɔ̀          | bu cɔliɛ                      | bō cɔ᷆lyɛ᷆                | fḭ̀ kɛ́lɛ̀             | bɔ́ʔ            |
| frapper du pied                            | ɓé                           | hā ... nɗā               | sà sye᷈             | sí ... ɛ́là̰         | nɔ̰́ ... ɛ̀sɔ̀          | fa yi ja bu..                 | tū ya᷆ sī                | tú sì               | tú ná̰á̰ bɔ́ʔ     |
| francolin                                  | jɔ̰̀kʰwè                       | jo᷅ɓiá                    | cɛ́cɛ́òsɔ̰̀            | gà̰ngṵ́má̰tèlé        | èwópókókò           | cɩ̰́njɩ̰́ndálɩ́ɛ̀                   | cḭ̀ndálô; cḭ̀ɲjálô; n̄dɛ̀lí | kɩ̀ndálɛ̀             | àtáná̰dìɛ̀       |
| foutou                                     | ɛ̰̀pá                          | ò̰ɓá                      | m̀pá                | kòótɔ̀kɔ̀            | ɛ̀hw̰á̰njɛ̰́             | àlɩ̀ɛ́                          | ālyɛ̀-tɔ᷆lɛ̄               | àkɔ́ǹdɩ́              | àdǜà̰nɩ́         |
| fourmi-magnan                              | ɛ̰́cʰrò                        | ó̰ʃru᷇                     | ɲ̀jrō               | ɲ̀jê                | ɛ́kránjì; ńjè        | ɲ́jê                           | ɲ᷆je᷆                     | cɩ̀nɩ̰́                | ŋ̀g(á̰)ná̰à̰       |
| fourmi-cadavre                             | ɓɛ̀ɓɛ́                         | tùtūà̰ɠò                  | àkpábɔ᷈             | fʊ̀fʊ̀-tɛ́            | bɔ́ndɔ̀ngrá           | áká̰ḭ̂                          | ákɛ̰̂                     | ákàɲḭ̄               | kàkàhḭ́nḭ́       |
| fourmi                                     | ɛ̰́sísrɛ̰́                       | sò̰so̰ɛ̰̀                    | ǹtrǎ               | nàjrɛ́vɛ́            | ɲá̰rà̰                | ŋ̀gákájê                       | ījrèwá                  | ɲ̀jìjílìɣà           | tátìà          |
| foufou                                     | kókò-cʰà                     |                          | m̀bùfú              | nìcíè              | njìcíè              | m̀vùfú                         | m̄vu᷆fū                   | àfɔ̀tɔ̂               | fùfùtɔ́         |
| folie                                      |                              | ó̰nɛ̰́-tītī                 | tèfre᷈              |                    |                     |                               |                         | ɛ̀zɛ̀lɛ́               |                |
| fort (physiquement)                        | kʰɔ̰̀mà̰                        | òʃípó                    | m̀vɔ̂                | ɲ̀cḭ́ɩ̰̀               | ɲá̰mbó               | sɩ̀                            | kēkle᷆                   | ɛ̀sɩ̀sɩ̀bɛ̀             | dɩ̰̀nɩ̰̀           |
| foie                                       | áɓwè                         | ó̰tɛ̰̄-ɓí                   | m̀mô                | ʊ̰̀mʊ̰́ɩ̰̀               | ɛ̀yɩ́pʊ́à-yɩ́           | bʊ́ɛ̀                           | bwê                     | ɛ̀bʊ̀lɛ̀               | m(ɔ̀)rɔ̀bʊ́ɔ́      |
| flotter                                    | gbɔ̀kɔ̀                        | pɔ̄ dū                    | bɔ̄ fōnɛ̰́            | fá̰                 | fɩ̀                  | tùlú ... sʊ́                   | lā n̄zɥè ɲḭ̀ sú           | trùzʊ̀lɛ́             | hḭ̀hḭ̀m          |
| fleurs (être en)                           | frɛ᷆                          | flɛ᷈; koā                 | ɲá̰mɛ̰̀-mvɛ̂           | flɛ́lɩ̀              |                     | flasi                         | ɲ̄ɲrɛ̀                    | fláwàsɩ̀             | fʷrǎbàsɩ̀ʔ      |
| flèche                                     | àdà̰kʰè-kʰɔ̰́                   | ácɔ́                      | tá-bí              | ̰ɛ̀tǎ̰                | mɛ́ngɛ́cʊ́à            | tǎ                            | tā-bà                   | àcɔ́                 | bɛ́n            |
| finir (le travail est fini)                | pʰú                          | pū                       | yí                 | yúɔ̀                | cà                  | ɥùé                           | ɥyè                     | ɥè                  | ɥìè            |
| fils                                       | ɓì-sɛ̀                        | ɓí-sē                    | bī-myâkwá          | vèní-àlɩ́bɛ́         | bà-mɩ̀à              | wa                            | bà-ya᷆swā                | ŋèŋá̰                | bá             |
| fille                                      | ɓì-ɓyè                       | ɓí-gɓḛ̄                   | bī-brīsí           | vàlɛ́-àlɩ́bɛ́         | bà-brà              | wa-blasúá                     | bà-bla᷈                  | blɛ́ɣá               | àbáyá          |
| filet de pêche (épervier)                  | sàwá                         | ò̰sàwa᷆                    | dàdá               | àsàwâ              | àsàâ                | dàdá                          | tɛ̂; zɔ̀                  | àvʊ̰̀lɩ̰́; dàdá         | ásáò           |
| filet de chasse                            | ɛ̰́fɛ̰́                          | ó̰fɛ̰́                      | fɔ̰̄ɛ̰̄                | àfɩ̀lɩ̰̀              | àfɛ̀                 | ùw; tɛ̂                        | tɛ̂; zɔ̀                  | àsàwú               | jɔ̀ɔ́            |
| fièvre                                     | ágbà                         | óɗē; ó̰gbɔ̰̌                | yànɛ̰́-tɔ̄tɔ̄          | ɲɩ̰̀ɲɩ̰́bɛ́             | ècòcò               | èblṵ́                          | a᷆yrɛ᷆                    | ɛ̀yɛ̀lɛ́yɛ̀lɛ́           | àbṵ́nṵ́          |
| feuille                                    | ɛ̰́bì                          | ò̰pí                      | m̀va᷈                | ɛ̀fâ                | ḿvà                 | ɲ̀ɲâ                           | ɲ᷆ɲa᷆                     | ɲ̀ɲá                 | àhànɩ̰́          |
| feu                                        | átɛ̰̀                          | óɗē                      | sɔ̰᷈                 | ɛ̀sɩ̰̂                | èsì                 | sɩ̰̂                            | sḭ̂                      | sɩ̰̀nɩ̰́                | já             |
| fétiche                                    | ɛ̰́mò                          | ó̰mō̰                      | yā                 | àɱʊ̰́ɩ̰̀; bʊ́sʊ̰̀m        | mɔ̀nzɔ̀               | àmʊ̰́à̰n                         | a᷆mw̰ḭ᷆                    | àmʊ̰̀l̰ɩ̰́               |                |
| fesse                                      | áɓí-sì                       | ótá-plɛ́                  | m̄pɔ́le᷈              | ɔ̀pɔ̀                | èyìtè               | bundrɛ                        | bōndrɛ̀                  | èbùtùà̰lɛ́; bùtùmà̰    | tṵ́; tṵ́nṵ́       |
| fermer (la bouche)                         | tɔ̰́                           | ɓlō̰                      | mátǎ̰               | mwɩ̰́... fɛ̀          | gbɔ̀                 | muan                          | mw̰à̰                     | mṵ́à̰                 | trʊ́ʔ           |
| fer                                        | ádònɛ̰̀                        | ódɛ̰̌-ɓí                   | gbrúa᷈; brúa᷈        | òbúlɔ̀              | èbúrà               | bùlálɛ̂                        | blàlɛ᷆                   | bùlàlɛ́              | dàdíɛ́          |
| femme                                      | ɓyè                          | gɓḛ̄                      | brī; brīsí         | vàlɛ̀               | ɛ̀blà                | blasua                        | bla᷈                     | ɣàlɛ́                | bíá            |
| fatigué (être)                             | áyí brɛ̰̀ mɛ̰̀ mɔ̰́                | fɛ̀                       | fɛ᷈                 | pʊ̀                 | pó                  | fɛ́                            | fɛ́                      | vɛ̀                  | b(ɛ̀)rɛ́         |
| farine                                     | frúfrù                       | fùfrù                    | m̀prû               | mṵ́ngṵ́              | pwángrá             | múkú                          | n᷆zɥ̰ɛ̰᷆                    | èsà̰mʊ́               | sá̰m            |
| faire (qu'est-ce que tu fais ?)            | tɛ́                           | tī                       | nɔ̰̌                 | yò                 | wà                  | yɔ ; yɛ                       | yó                      | yɛ́                  | yɔ́ʔ            |
| faim                                       | ákò                          | óɠɔ̰̄                      | kɔ̰᷈                 | ɔ̀hʊ̰́ɱɩ̰̀              | ácú                 | ɛ̀hɔɲ                          | a᷆we᷆                     | ɛ̀hɔ̰̀nɩ̰́               | kɔ́m            |
| excréments                                 | áɓí                          | óɓú                      | m̀mḭ́                | àmlɩ̰́               | mí                  | èbi                           | bì                      | èbḭ̀nḭ̀               | bḭ́nḭ́           |
| éventail                                   | áyí-ó-bù-tɛ̰̀                  | fɛ̀fɛ̀                     | pɛ̀pɛ᷈               | fùfù-dɩɛ̀           | cìpámbɛ́             | pápâ                          | fītə᷆-sḭ᷆                 | wùwù-à̰wʊ̀mà̰          | pàpàʔ          |
| étroit (passage)                           | ɓrì                          | ʄo᷆; sroá                 | mḭ́àle᷈              | fíɔ́                | tétè                | fɩ̀ɩ̀                           | fèé; fīì                | ŋɩ̰̀tɩ̰́ɩ̰́               | Cɥḭ́á̰ʊ̰́          |
| étranger (d'ethnie différente)             | tʰékʰúsɛ̀                     | tū-goɛ̄                   | fɔ́-wo᷈              | ɔ̀hɔ́pʊ̀ɛ̀             | àfɔ̀bɔ̀               | ɛ̀yɔfʊ́ɛ̀                        | a᷆ōfwɛ᷆                   | ɛ̀yɛ̀vʊ́lɛ́             | àhʊ́hʊ̀ɔ̀         |
| étoile                                     | pɛ́-mwè                       | ó̰ho̰ɛ̰́mɛ̄                   | ɲà̰ɔ̰̀-pya᷆            | ɔ̀wʊ̀làvɛ̀            | ɛ́yrá                | ǹzrààmâ                       | n̄zrāàmá                 | ɛ̀wɔ̀lɛ̀ɣá             | ǹz(ɔ̀)rɔ́má̰      |
| et (Kouassi et Kouadio)                    | lé; ɔ̰́mɔ̰̀                      | óɗī                      | na̰᷈                 | nɩ̰̀                 | wó                  | nin                           | nḭ᷆                      | nɩ̰̀                  | nɩ̰̀ʔ            |
| estomac                                    | ɛ̰́náɓrɛ̀                       | ókò-wú                   | dú                 | òpú                | ɛ̀sà-yísày           | èfúlê                         | flê                     | ɛ̀vʊ̀vʊ̀à              | àfù-tá̰ndàà     |
| essuyer (un ustensile de cuisine mouillé)  | pʰù                          | cūcüī                    | kúkūè              | cìcí               | cócò                | cìcí                          | nṵ᷆nṵ̄                    | cìcì                | cɥìcɥìʔ        |
| escargot                                   | ɛ̰̀nwɛ̀                         | àlɔ̄                      | krô                | òwévè              | ébì                 | èbúhiè                        | búkɛ̂; búyê              | ɛ̀lʊ̰̀kwɛ̀              | ŋ̀wá            |
| époux                                      | ɛ̰̀cà                          | ʄā                       | kprí               | èhí                | èkù                 | hun                           | w̰ṵ́                      | hṵ̀                  | k(ṵ́) nṵ́        |
| épouser                                    | pʰɛ̰́                          | pō̰                       | brī wrā            | pà vàlɛ̀            | mú blà              | ja                            | já                      | jà                  | wârɩ̀ʔ          |
| épouse                                     | ɓyà                          | ɓiē                      | sì                 | ɔ́yɔ̀                | ɛ̀yɔ̀                 | yɩ́                            | yí                      | yɩ́                  | y(ɛ́)rɛ́         |
| éponge                                     | ɛ̰̀mrà                         | ò̰mlà                     | bra᷈                | mǎnɛ̀               | ɛ̀sâ                 | èmḭ́lan                        | ml̰ɛ̰̂                     | èmìá̰nɩ̰̀              | sàpɔ́           |
| éplucher                                   | kpà                          | gɓḛ̄gbā                   | kó kwǎ             | tɛ̀tɛ̂               | fɛ́mvɛ̀               | sìsḭ́                          | fi᷆tā                    | sḭ̀nzḭ̀               | sɩ̰̀nz(ɩ̰̀)nɩ̰̀ʔ     |
| épaule                                     | ɛ̰́mɔ̰́-tʰò                      | óɓoā                     | jɛ̂-kpákpá; bā-fōnɛ̰́ | ɛ́pà-tě             | àwòcì               | bàtí                          | wàtí                    | bátì                | básáʔ          |
| épais (opposé à liquide, pour une sauce)   | ɓrɛ̀                          |                          | fɛ̀nkpō             | tálɛ́               | fúbà                | bìtàà                         | tūtrūtu᷆                 | kpʊ̀tà̰               | píʔ            |
| entrer                                     | ká                           | kḛ̄                       | tá̰                 | wlʊ̀                | pò                  | wlυ                           | wlù                     | wʊ̀lʊ̀                | wùràʔ          |
| entendre                                   | yé                           | yē                       | tī                 | tíè                | sà                  | tɩ́                            | tí                      | tɩ́                  | tíʔ            |
| enfler (bras, jambe)                       | hɔ̰̀                           | hō̰hlɔ̰̄                    | fɛ᷈                 | hɩ́kɛ̀               | fò; pʊ́pʊ̀            | wn                            | w̰ṵ́; ṵ᷆ndṵ̄                | w̰ṵ̀                  | hɔ̰́ɔ̰́ʔ           |
| enfiler (des perles)                       | tʰó                          | tē                       | sr̃â̰                | sɩ̰́là̰               | cíc(r)ì             | sran                          | sr̃à̰                     | sínà̰                | sìnà̰           |
| enfant                                     | yípɔ̀                         | yá-fā                    | pyèmɛ̰̀-tḭ́nɛ̰̄         | wɩ́; àlɩ̀bɛ́          | ɛ̀bà                 | bǎ                            | bà-ká̰                   | kàkùlà              | àbòf(á)rá      |
| enceinte                                   | tʰí láɓɛ̀                     | ó̰mḛ̄                      | kū ɲr̃ɛ̰̂             | ɲḭ̀ŋé               | ɲɛ̀ɲɛ̀                | wυnnzɛ́                        | wṵ᷆nzɛ̄                   | ŋ̀ŋɛ̰̀nzɛ̀vʊ́lɛ̀          | yɩ̰m            |
| émoussé (lame d'un couteau)                | tʰú                          | dɔ̰̀                       | òkpri᷈              | tìlìké             | bɛ́ngà               | tìlí                          | trì                     | tìlì                | kṵ́m            |
| éléphant                                   | jɔ̰̀                           | jɔ̰̀                       | sàsu᷈               | ɔ̀sʊ́ɛ̀               | ɛ̀sʊ̀                 | ɛ̀sɔɲ                          | sɥî                     | ɛ̀zʊ̰̀l̰ɩ̰́               | s(ɔ̰́)nɔ̰́         |
| écouter                                    | yé                           | yē                       | tī                 | tíè                | tè                  | tìé                           | tí; tyè                 | tíè                 | tíé            |
| écorce                                     | ɛ̰́pʰrɔ̀                        | óyōkū-mpō̰                | ɲā̰mɛ̰̀-krôkrô        | ɛ̀fíɛ̀               | mvrèmù              | buin                          | bwî                     | àbʊ̰̀l̰ɩ̰́               | hʊ̰́má̰; àb(à̰)ná̰  |
| eau                                        | ɛ̰́dù                          | o̰dū                      | ǹzó                | ɲ̀kùè               | ǹzú                 | ǹzùé                          | n̄zɥè                    | ǹzùlè               | ǹzǘó           |
| dur (bois, caillou)                        | kʰɔ̰̀mà̰                        | ɠà                       | kùdī               | gbɛ̀gblɛ́            | ɲá̰mbó               | kétékété kéklé(ké)            | kēklēke᷆                 | kétékété            | dɛ̰̀nd(́ɛ̰)nɛ̰́      |
| droit                                      | áɗyé-mɔ̰̀                      | ódrīmō̰                   | kɔ̰́ngbá             | vèní-vàhɛ́-ɔ́        | màɲɛ̀                | fɔmà                          | fāmà                    | fɩ̀má                | nṵ̀fá̰ʔ          |
| dos                                        | ákʰókʰò                      | ókōkō                    | krénɛ̰́              | àmósḭ̀              | ɛ̀jrɔ̀                | sin                           | sḭ́                      | ǹzḭ́                 | ácìʔ           |
| dormir                                     | lá ná                        | lē-nē                    | dìnā̰; dɔ̂           | làpé               | sìnè nà             | dàfɩ́                          | la᷆fī                    | dàfɩ̀                | dáʔ            |
| donner (en cadeau)                         | pɔ́                           | pɔ̄                       | yì yɛ́              | hé                 | mà àfù              | fà cé                         | fà cɛ́                   | cɛ́                  | cɛ́ʔ            |
| donner                                     | sè                           | sē                       | yé                 | má̰                 | mà                  | má̰n                           | má̰                      | má̰                  | má̰n            |
| doigt                                      | ɛ̰́kʰwɛ̀                        | ó̰mō̰-ɓí                   | jɛ̂-bī              | ɛ̀vàhɛ̀-m̀pɛ́          | ɛ̀ɲàmɔ̰̀-njrémṵ́        | àsǎ-bà sa ba                  | sámà                    | sámâ                | ǹzá-bá         |
| dire (il m'a dit que...)                   | krà̰mà̰; tɔ̀                    | ɠo̰ɔ̰̀                      | kǎ̰                 | sé                 | kɛ́; hɛ́              | ká̰n; sé kɛ                    | sé; ká̰                  | ká̰                  | ká̰ʔ            |
| difficile (un travail)                     | kʰɔ̰̀mà̰                        | ɠà                       | kùdī               | gbɛ̀gblɛ́            | ɲá̰mbó               | sɩ̀ ; kéklé                    | kēkle᷆                   | sɩ̀sɩ̀bɛ̀              | dɩ̰̀nd(ɩ̰́)nɩ̰́      |
| Dieu                                       | ɲà̰kà̰                         | yēkḛ̄                     | ɲà̰ɔ̰᷈                | ɲà̰mḭ́ɩ̰̀              | écírà               | ɲà̰nmɩ̰́à̰n                       | ɲɛ̰᷆mỹɛ̰᷆; ɲa̰᷆mỹɛ̰᷆            | ɲà̰mɩ̰̀l̰ɩ̰́              | ỹà̰mɩ̰́ɩ̰́          |
| devinette                                  | álɛ́                          | átátḛ̄                    | tá̰ntā̰nɛ̰̄            | àsɛ́tɩ̰̂              | nèɲìwòndè           | ɛ̀hʊ̀à-nzʊá                     | ŋ᷆gwa᷆                    | àcɩ́bɛ̀               | m̀pɔ̰́ngò         |
| dette                                      | ápɛ̰̀                          | óɓɛ̰̄                      | pɛ᷈                 | ɛ̀kâ                | ɛ̀kà                 | kálɛ̂                          | kálɛ̂                    | kàkɛ́                | ká             |
| déterrer (des tubercules)                  | fì; bɔ̰̀                       | pò̰                       | tú                 | tú                 | cú                  | tú                            | tú                      | tú                  | túʔ            |
| déshabiller                                | gbɔ̰̀                          | piā                      | yì sésèɛ̀           | tútú fɛ̂            | gbá                 | yɩ̀yɩ̀ wʊ̰̀n                      | yi᷆ w̰ṵ᷆ tra᷆lɛ̄             | yɩ̀ w̰ʊ̰́               | w(ɔ̀)rɔ̀ óhʊ̰̄     |
| descendre (d'un arbre)                     | dyà tʰé                      | dḛ̀... ɗɔ̰̌                 | tyɔ̂                | jú                 | trɔ̀                 | júra ; jula                   | jrà                     | jùlà                | síʔ            |
| dent                                       | ɛ́nɔ́                          | ó̰nó̰ɠō̰                    | ɲ́ɲɛ̰́                | ɛ́ɲɩ̰̀                | ànɛ̀                 | àjě ; jé                      | jé                      | èjèlè               | sɩ̰́ɩ̰́            |
| demain                                     | ɛ̰̀pì                          | ò̰ɓīē                     | kr̃ɔ̰                | ɛ̀hɩ̰́mɩ̰́              | àsʊ́ɔ̰̀                | ɛ̀hɩ̰́má̰n                        | āḭ̀má̰                    | ɛ̀ʃɩ̰̀má̰               | cɩ̰́ná̰           |
| déféquer                                   | nɛ̰́ ɓí                        | nḛ̄ ɓú                    | m̀mḭ́ mḭ́             | jè                 | nɛ̰̀                  | jé                            | jé                      | nɩ̰́                  | kɔ̀ tìàfíʔ      |
| debout (être)                              | yà tʰò                       | yrā                      | ǹtē nỹɛ̰̂            | jì                 | ɲrá                 | jilan . jinan                 | jḭ̄ ŋ̄glò                 | jìnà̰                | jī̀na̰           |
| dartre                                     | ɛ̰́dùpʰéngbɔ̀                   | ó̰nò̰plēgɓù                | ŋḿgbégbé           | ŋɔ̀kɔ̀lɔ̀             | sɥòsɥò              | ɲ̀ɲǎ                           | āwlōwlɛ̀                 | èhùlùkè             | kʊ́rɔ̀ɔ̀          |
| danse                                      | áɓì                          | óɓū                      | ŋ̀kūē               | ɛ̀yà                | ɛ̀dá                 | àblè                          | a᷆ble᷆                    | àgòlè               | àg(ù)ró        |
| dans (dans la voiture)                     | mɛ̰̀; hrómɛ̰̀                    | ó̰hó̰                      | kūnɛ̰́               | klɔ̀                | mrɔ̰̀                 | nṵ́n                           | nṵ́                      | nṵ́há̰                | mṵ́             |
| cure-dent                                  | ɛ̰́hɛ̰́grɛ̀                       | ó̰ɲā                      | ǹtrǎ               | tàtá               | àcùámnɩ̰́             | jéjé                          | i᷆je᷆                     | èjèjé               | dǜàá           |
| cul                                        | áɓí-sì                       | ótá; óɓú-tá              | m̄póle᷈              |                    | ɛ̀tɩ̀à-ndó            | bυtυman                       | bo᷆                      | ɛ̀drʊ̀ɛ̀               | tṵ́nṵ́           |
| cuisse                                     | ɛ̰́tá-bɔ̀                       | ó̰ɗā-pɔ̌                   | sɔ᷈                 | ɔ̀cɔ̀vɔ̀              | ɛ̀sɔ̀-kpɔ́tɛ́           | sɔ̀wǎ                          | sɔ᷆wā                    | ɛ̀zɔ̀lɛ́               | s(ɛ̀)rɛ̀ʔ        |
| cuire                                      | hɛ̰́                           | hḛ̄                       | tú                 | tʊ̀vʊ̀               | tò                  | bin                           | tɔ̰́                      | tʊ̰́                  | nʊ̰̀à̰ʔ           |
| cru (viande)                               | pʰɔ́                          | ó̰ɓlɔ̄                     | m̀mr̃ɛ̰᷈               | m̀mṵ̀à̰               | ɛ̀yɔ̀                 | mlan                          | mɔ̰́nɛ̰̂                    | àmʊ̀lɛ́               | m(ʊ̰́)nʊ̰́         |
| crocodile (le plus gros)                   | dúgbròɓà                     | ɓó̰                       | àlɛ́ngɛ᷈             | ɛ̀lɛ́ŋɛ̀              | ɛ̀lɛ́njɛ̀              | ɛ̀lɛ́ngɛ̂                        | a᷆lɛ̄ngɛ᷆                  | ɛ̀lɛ̀ngɛ̀nɩ̰́            | dɛ̰́ɲjɛ̀m         |
| crier                                      | ɗúkʰwɛ́                       | kɔ̰̄ ... tḛ̄                | kpá̰                | kpà̰ klɔ̀            | tó mrè              | tɩ̰̀á̰n                          | kpá̰                     | tḭ̀à̰                 | tḭ̀à̰            |
| creuser (un trou profond)                  | bɔ̰̀                           | pò̰                       | má wɛ́              | pí                 | pú                  | fṵ́n                           | fú                      | fṵ́                  | tù àm(ɩ̰̀)ná̰     |
| mûr (c'est mûr)                            | nɔ̰́                           | ɲɔ̰̄; nō̰                   | pr̃ɛ̰́                | vʊ̀lʊ̀lɔ̀             | hónù; bró           | blʊ́                           | blò; ló                 | dʊ                  | b(ɩ́)rɩ́ʔ        |
| mur                                        | ɛ̰́kʰú-pʰɔ̀                     | ókó̰ɔ̰̀                     | ʃà-mprɛ̂            | ɛ̀sá-vúé            | èsù-ámá; èsù-bàyɩ́má | tálɛ̀                          | drɛ̰́vɛ̰̀; tálɛ̂             | bànɩ̰́                | dá̰-hʊ̰̀          |
| mouton                                     | gbà̰kʰrà̰                      | gbìā                     | ŋḿŋmá̰              | ɔ̀wà̰lɩ̰̀              | ɛ̀bwànɛ́              | bʊ̀áɲ                          | bwà                     | bʊ̀wànɩ̰́              | jɥán           |
| moustique                                  | ɛ̰́pwɛ̰́                         | ó̰púɲɔ̰̄                    | w̰ɛ̰́tɛ̰́w̰ɛ̰́tɛ̰́           | nàtʊ̰́à̰              | ɛ́má̰njɛ̀              | wʊ̰́tɩ̰́n wʊ̰́tɩ̰́n                   | w̰ɛ̰̀tɛ̰̀w̰ɛ̰̀tɛ̰́; ɔ̰̀tɛ̰̀ɔ̰̀tɛ̰́        | ŋɩ̰̀tɩ̰́ŋɩ̰́tɩ̰́            | ǹdɔ̰́ndɔ̰̀m        |
| mouche                                     | kʰù                          | kɔ́ɓḛ́                     | ǹnỹa̰᷈               | ŋ̀ŋɛ́lɛ̀              | ɲrámɔ̰́               | ngɛ̀sɩ̰́á̰n                       | w̰ɔ̰᷆sỹɛ̰̄; w̰ɛ̰᷆sỹɛ̰̄            | ŋ̀ŋɛ̀zḭ́á̰              | w̰á̰nzà̰n         |
| morve                                      | ɛ̰́fɔ̰́-drɔ̀                      | ó̰fɔ̰̀drɔ̰̌                   | m̀pō-nzo᷈            | òwṵ́jɩ̰̀              | mvɛ̰́tɛ̀               | boɲ flo; boɲ nzué             | bwé-nzɥè                | bòɲḭ́-nzúlè          | hɥɩ̰́nɩ̰́-núró     |
| mortier                                    | àgbòsɔ̰̀                       | ógbòsḛ̄                   | wró                | ɔ̀jɔ̀                | áyɔ́                 | dùwǎ                          | òlí; kpòkpó             | dùbà                | wàd(ú)ró       |
| mort (la)                                  | ákʰú                         | ókú                      | wú; sá̰             | òwùè               | àwú                 | èwué                          | ɥyè                     | èwùlè               | wúó            |
| mordre                                     | na̰                           | nā̰                       | kā                 | hà                 | ká                  | ká                            | ká                      | ká                  | káʔ            |
| moquer (se)                                | pʰí                          | tī ɲɲē                   | m̀mwɛ̰̄ dídi᷈          | fàfíà              | yènɩ̀à               | glʊ́                           | srì                     | yɛ̀yɩ̀là              | húrú           |
| montrer (quelque chose à quelqu'un)        | ɗyè                          | jrɛ̰̄                      | krê                | yà                 | yà                  | klé                           | klè                     | kìlè                | cɩ̀rɛ̀           |
| monter                                     | pʰá                          | hō̰                       | fōnɛ̰́ gbrī          | lɩ̀vɩ́               | cé                  | fʊ́                            | fú                      | fʊ́                  | f(ʊ́)rʊ́ʔ        |
| mois                                       | pɛ̀                           | ɓɛ̰̄                       | pȅ                 | ɲ̀ɲṵ́ɩ̰̀               | èbò                 | sraɲ                          | ā̰nglò; srà              | sànɩ̰́                | bɔ̀sʊ̰́mɩ̰̀         |
| mil                                        | ɛ̰́ɲwè; àjù                    | óyū                      | ɲ̀ɲɔ̰̌                | ɲɔ̰̌                 |                     | ɲ̀ɲʊ̰̌                           | ka᷆lɔ᷆                    | ɲʊ̰̀ʊ̰́                 | àyíó           |
| miel                                       | ɛ̰́hóɲá-nɔ̰́                     | ó̰ʃūé-nnō̰nō̰               | ɲ̀ɲɛ̰᷆                | ɔ̀wɔ̀ ɲcɥé           | sùngú-nzú           | wɛ̂                            | wɛ̄mà-nzɥè; zɔ̄gɔ̄dà-nzɥè  | wʊ̀lɛ̀                | ŋ̀wàá           |
| mère                                       | ɛ̰̀mà̰                          | ò̰mó̰                      | yâ                 | èlḭ́ɩ̰̀               | énì                 | nḭ́                            | nḭ́                      | ɔ̀mɔ̀                 | nḭ́             |
| mer                                        | gwè                          | óguē                     | jémvyê             | ègbé-fíè           | kòfí                | jénvíé                        | jèmvyê; jènzɥê          | ɲènìlê              | pʊ̀ʔ            |
| menton                                     | átʰépʰrá                     | ó̰náɠá                    | ɲ́ɲá̰ngá             | ɛ̀là                | nà̰                  | kanza                         | āo᷆je᷆                    | ɛ̀kɛ̀sàlɛ́             | àbòjèʔ         |
| mentir                                     | ɗí tà̰                        | hō̰ mɓāɓlá                | kréɲa᷈              | blà                | di ... àndɔ́-má-bó   | dì àtô                        | bwa᷆ a᷆to᷆                 | bɔ̀ àdàlɛ́            | dì t(ɔ́)rɔ́      |
| mensonge                                   | átà̰                          | ó̰ɓāɓlá; ó̰gɓāgɓlá; ó̰māɓlá | kréɲa᷈              | àblá               |                     | àtô                           | a᷆to᷆                     | ǹzèkúé              | t(ɔ́)rɔ́         |
| mélanger (deux pâtes pour un foutou)       | kʰrɛ̀                         | krɛ̰̄                      | páprānɛ̀            | flá; fàflá         | prá                 | flá nun: fla fla nun          | sa̰᷆ngā̰                   | fɔ̀tɔ̀                | f(ʊ̀)rà         |
| médicament                                 | áɓwébì                       | óɓiē                     | yā                 | ǎlò                | àdù                 | àyírê                         | a᷆yre᷆                    | àyìlé               | àd(ú)ró        |
| matin                                      | ɛ̰́jùnjù                       | ógùsú                    | kɔ́mr̃ɛ̰̄              | ɲá̰ɲɛ̀               | éècú                | nglɛ́mɔ́                        | ŋ̄glɛ᷆mṵ̄                  | ŋ̀ŋʊ̰̀lʊ̰̀mɔ́             | hɩ̰́má̰ʔ; nàpá    |
| marmite                                    | àpà̰                          |                          | yɛ̀-būè             | òkùlùvó            | àtɔ́                 | ɛ̀sɛ̂ɲ                          | sɛ̂                      | ɛ̀zɛ̀nɩ̰́               | ŋ̀gwàn-zɛ́n      |
| marigot                                    | ádùɓɛ̀                        | ódū                      | ǹzó-bye᷆-bī         | ɔ̀hɔ̂; àsùè          | éyì                 | asué                          | blâ                     | ɛ̀bólò               | àsǘó           |
| margouillat                                | àsà                          | sáɠà                     | ókpo᷈               | kèklèbèté          | àtʊ́tɔ̀-ngá̰           | épò                           | o᷆tēkù; we᷆tēkù; be᷆tēkù   | kèkèlèbètílè        | épòò           |
| marcher                                    | nɛ̰̀ sì                        | nà̰                       | nà̰                 | làté               | nàcɩ̀; kàcɩ̀          | nà̰ndɩ́                         | na̰᷆tī                    | tìà                 | nà̰ndìʔ         |
| marché                                     | ájɛ̀-gɔ̰̀                       | ójè-gḛ̀                   | yɛ̌kǔ               | ɔ̀gbánṵ́             | pɔ́fʊ̀à               | gúʌ̀                           | gwâ                     | gúà                 | jɥá            |
| manioc                                     | ɛ̰̀bɛ̀dɛ̀                        | ò̰mɛ̀ɗɛ̀                    | fɛ̀dɛ᷈               | bɛ̀dɛ̀               | njrásrɛ̀             | bɛ̀dɛ̀                          | a᷆gbā                    | bɛ̀dɛ̀                | bànjì          |
| manger (il a fini de manger)               | ɗí                           | ɗī                       | yì di᷈              | lì                 | dì                  | dí                            | dí                      | dí                  | dìdìʔ          |
| maladie                                    | álɔ́                          | ólɔ̄                      | hṵ́mā̰               | òwùè               | àwú                 | awunɲalɛ                      | tūkpàcɛ̂                 | àw̰ʊ̰̀dʊ́lɛ́             | yàríɛ́          |
| maison (il a construit une maison)         | ɛ̰́kʰú                         | ókó̰ɔ̰̀                     | ʃa᷈; sya᷈            | ɛ̀sâ                | èsù                 | sùʌ́                           | swà                     | sùwà                | fíé            |
| maïs                                       | mɔ̰́tú; múntú                  | ɠɔ̀mó̰tú                   | kròju᷈              | dàbó               | dàbú                | ablé.;abloé                   | a᷆ble᷆                    | àbɛ̀lɛ̀               | b(ò)ró         |
| main                                       | ɛ̰́gbàtʰé                      | ó̰mō̰-gbà                  | jɛ̂                 | m̀mákɔ̀              | ɛ̀ɲàmɔ̰̀-càgbá         | (a)sa                         | sá                      | tàkɛ̀                | ǹzá            |
| mâchoire                                   | ɛ̰́mɛ̰́-yá                       | ò̰màcì                    | ɲ́ɲá̰ngá             | àplɔ̀-té            | ádá                 | àwòjê                         | āo᷆jé                    | àwòjèlé             | àbòjè-bówúó    |
| machette                                   | dúgbà                        | ódɛ̰̌                      | bèsé               | ŋlá̰tɩ̰̀              | bànɛ́                | dadiɛ                         | o᷆sē; be᷆sē               | ŋ̀ŋlá̰dɩ̰̀              | síkà̰à̰          |
| mâcher (la viande)                         | tʰà                          | trā                      | yì hrā             | sʊ́à                | sɛ́srɛ̀               | pʊ̀sá                          | kpi᷆sā                   | kpʊ̀sà               | ɥìsàʔ          |
| lune                                       | pɛ̀                           | ɓɛ̰̄                       | pe᷈                 | ɔ̀ɲṵ́ɩ̰̀               | ɛ́fɛ̀                 | sraɲ                          | srà; ā̰nglò              | sànɩ̰́                | bɔ̀sʊ̰́mɩ̰̀ɩ̰̀        |
| lourd (ce fardeau est lourd)               | ɗwà                          | loà                      | mr̃ɛ̰́mr̃ɛ̰́             | ɔ̀lɔ̀                | bò                  | nʊ̰̀nɔ́                          | nɔ̰᷆nɩ̰̄                    | ɛ̀lʊ̰̀bwɛ̀              | d(ù)rùd(ú)rú   |
| loin (c'est loin)                          | síkʰɔ̰̀                        | tō̰tō̰h̰ó̰                   | ŋ̀kwēŋ̀kwē           | àɲʊ́ŋɔ̀              | ndɔ́-wɔ̰̀              | muà                           | m᷆mwa᷆                    | mʊ̀á̰                 | àc(í)rí        |
| lisse                                      | tʰrɛ́tʰrɛ̀                     | ɗɔ̰́ɗrɔ̰́                    | tr̃ɔ̰́ɛ̰̀le᷈             | trʊ̰́trʊ̰́             | nɛ́cɩ̀à               | trun trun                     | ml̰ɔ̰̄nɔ̰᷆                   | tʊ̰̀lʊ̰̀tʊ̰̀lʊ̰̀            | t(ʊ̀)rʊ̀t(ʊ́)rʊ́   |
| liquide (pour une sauce)                   | crócrò                       | ʄróɓá                    | ǹzóǹzó             | èfíé-ǹcùé          | bwátà               | ǹzùé                          | crèngèḭ́                 | cólóló              | ǹzǘó           |
| lièvre (des contes)                        | ágwántʰè                     | gò̰ké; àgwàtḛ̄             | bá-nɛ̰́-kànɔ̰̀bā       | àpɛ̀lìɛ̀             | ɲúmbà               | sá̰ndé                         | gba̰᷆mlɔ̄                  | bèdì                | àdà̰ŋ̀gʊ́         |
| lèpre                                      | kʰòkʰòɓé                     | kòkóɓá                   | kòkòbé             | kòkóbá             | cícrí-tʊ̀kʊ̀          | kòkòbé                        | kōko᷆ē                   | kòkòbɛ̀              | kʷàtá          |
| léger (ce fardeau est léger)               | pʰɛ́                          | pɛ̄                       | fɛ́mvɛ́              | fáá                | fécí                | hálùhálû                      | fòkòfòkó                | fɩ̀làfɩ̀là            | hárɩ̀ʔ          |
| laver (un pagne)                           | cʰó                          | yɔ̄ ɗèkḛ̄                  | yì srá             | vʊ́                 | gbɔ̰́                 | pʊ́                            | kpú                     | kpʊ́                 | síʔ            |
| lavement (donner un)                       | gbɔ̀kɔ́                        | gòlúmɔ̰̀                   | gbɔ̀kɔ́              | àsɩ́rɛ̀              | ɛ̀srá̰                | ɛ̀sra                          | bo᷆ a᷆yre᷆                 | sɩ̀rà                | àsɩ́ bɔ́         |
| large                                      | pʰrà                         | pàkì; bàdì               | m̀pɛ́pɛ́              | gbà̰gbúlá̰           | brú                 | tɛ̀trɛ                         | tɛ̄trɛ̀                   | kpʊ̀lɩ̀               | tɛ̀t(ɛ̀)rɛ̀tɛ́     |
| langue                                     |                              | ó̰tū                      | m̀mṵ̄                | ɛ̀nḭ́ɩ̰̀               | nè                  | ànɩ̀ɛ́                          | ānỹɛ̰̀                    | ànɩ̀ɛ̀                | kásàà          |
| langue (organe)                            | álɛ́                          | ólɛ̄                      | dá̰ndrê             | nànɛ́               | ánɛ́                 | téflémá̰n                      | tāfli᷆mā̰                 | ɛ̀tɛ̀fɩ̀má̰             | kɛ̀t(ɛ̀)rɛ̀mà     |
| lancer (une pierre)                        | fɔ̰́; kú                       | ɠō̰                       | fɛ̌                 | fé                 | fɛ́ndè               | fini tυ                       | tó                      | fà̰dḭ̀                | tʊ́ʔ            |
| lance (de chasse)                          | ákʰɔ̰́                         | ácɔ́                      | dɛ᷆                 | àcʊ̰́                | ɲrímù               | ácɔ́                           | cɥá                     | àwɛ̂                 | píàà           |
| lamantin                                   | kwɛ̀kwɛ̀                       | ɠoɛ̄ɠoɛ̄                   |                    | tǎlɩ́               | tálɩ́                | átɥì                          | gblu᷆ku᷆                  | kɔ̀kɔ̀tɩ̀              | nʊ̰́fʊ̀-nʊ̰́fʊ̀      |
| là-bas                                     | lónè                         | ógɔ̌                      | sɛ̀nɛ̰́               | nʊ̰́pɔ̀               | ɛ́lɔ́-mɔ̰̀              | (ɛ)dɔ́                         | lɔ᷆                      | nɩ̰̀há̰nɩ̰̀              | hɛ́fà̰           |
| kola                                       | ápʰɔ́                         | ópɔ̄                      | prɛ̂                | bɛ̌sɛ̀               | èyrè                | ɛ̀wɔ́sɛ̀                         | wɛ᷆sɛ᷆                    | ɛ̀ɣɛ̀sɛ́lɛ̀             | bìsé           |
| karité (beurre de)                         | ɛ̰̀gwɛ̰᷆                         | ò̰goɔ̰᷆                     | ŋ̀gwɛ̂               | òwṵ̀ɩ̰̀               | ɛ́tɔ̰́ndrɔ̰̀             | ŋ̀gṵ́an                         | ŋ᷆gw̰ɛ̰᷆                    | ŋ̀gṵ̀á̰                | ŋ̀gù-m(ʊ̰́)nʊ̰́     |
| kaolin                                     | ápʰé; ɛ̰̀gbò                   | óplḛ᷇                     | frǒ                | òfùlè              | èfrí                | èhùlé                         | ŋ̄glò                    | èwòlè               | hìré           |
| jurer (il a juré que c'était vrai)         | ɓɔ́                           | ɓlū                      | ɲà̰ɔ̰̀ dē             | tà ǹtâ             | tɛ́                  | kà̰n... ndâ                    | ta᷆ n᷆da᷆                  | hà̰ ǹdàlɩ̀ɛ̀           | dɔ̀ ỹà̰mɩ̰́        |
| jour (deux jours)                          | ácí; ɛ̰́crɔ̰́                    | óʄḛ̄                      | cē                 | ɛ̀cɩ̰̀; àlɩ̀hɩ̰́ɩ̰̀        | nò                  | cɩ̰̀á̰; àlɩ́ɛ̀                     | cɛ̰̀; a᷆lyɛ᷆                | kɩ̰̀l̰ɩ̰̀                | dá             |
| joue                                       | ɛ̰́grò                         | ò̰pɛ̰́                      | prú                | àpɔ́lɔ̀; ɔ̀pɔ́lɔ̀       | àpó                 | m̀vʊ́ká                         | fùká                    | m̀vʊ́ká               | ǹvʊ̰́nʊ̰́          |
| jeune                                      | pɔ̀                           | ó̰ɓoɛ̄                     | ŋm̀gbàfrɛ᷈; ʃêmɛ᷈     | àblèfèlḭ́ɩ̰̀          | pù                  | pafluan(h); táluá(f)          | gbā̰fl̰ɛ̰᷆; tàlwá           | kpàvʊ̀lɛ̀             | àb(à)rándīɛ̄    |
| jambe                                      | ɛ̰́tà                          | ó̰ɗā                      | sa᷈                 | ɛ̀là̰                | ɛ̀sɔ̀                 | ja                            | ja᷆                      | èjàkɛ̀               | ná̰á̰ʔ           |
| insulter                                   | tá                           | ɗēɗā                     | ʃɔ᷆ ʃā; syɔ̂ syā     | cʊ̀cʊ́               | byɛ́tɛ̀               | pɛ̀ ǹzʊ̀wâ                      | kpɛ̄ nzo᷆wa᷆               | pɛ́                  | yáʔ            |
| igname                                     | ɛ̰́né                          | ó̰nē                      | gbrě               | èdìè               | ɛ̀fɛ́                 | èlúè                          | dwô                     | èlùé                | díɛ́            |
| ici                                        | krɛ̰̀                          | óɠé                      | lāyī               | kɩ́mɩ̰̀               | ɛ́nyɛ́-mɔ̰̀             | ɛ̀wá                           | wā                      | ɛ̀kí                 | hɛ́í            |
| humide (chemise lavée encore humide)       | nwrɛ̰̀                         | ɓlɛ́                      | nḭ̄nḭ̄               | fɔ̀ɔ̀                | cɩ̀à                 | dʊ̀á                           | flɔ̄lɔ᷆                   | dwà                 | fʊ̀àʔ           |
| huile                                      | ɛ̰́nɔ̰́                          | ó̰nō̰                      | ǹnɔ̰̄                | ŋm̀gbò              | ŋwɔ̰̂                 | ngǒ                           | ŋ̄gò                     | ŋ̀ŋòlɛ̀               | ŋ̀gó            |
| houe                                       | ánɛ̰̀                          | ó̰nɛ̰̄                      | sỹɛ̰᷈                |                    | àsʊ́ɛ̀                | klwà̰n ; topo                  | tòkpô                   | kwà̰lɛ́               | àtɔ̀pɛ́          |
| hôte (personne reçue)                      | tʰékʰúsɛ̀                     | tū-goɛ̄                   | fɔ́o᷈                | ɔ̀hɔ́pʊ̀ɛ̀             | ɛ̀cɔ́ ̍ná̰njɔ́           | ɛ̀yɔfʊ́ɛ̀                        | a᷆ōfɛ᷆                    | ɛ̀yɛ̀vʊ̀lɛ́             | àhʊ́hʊ̀ɔ̀         |
| honte                                      | ɛ̰́hɛ̰́dɛ̀                        | ó̰ɲɔ̰̀dè; ó̰ɲɛ̰̀dè             | nḭ́nḭ᷈               | ɲ̀ɲɩ̰́ɱɩ̰̀              | nɛ̀                  | ɲanzuan                       | ɲá̰nzw̰ɛ̰̂                  | nà̰nɩ̰́                | fɛ́rìɛ̀          |
| homonyme                                   | ɛ̰̀kà̰                          | ɠɔ̰̄                       | ńdáma᷈              | ǹtɔ́mà̰              | áɥú                 | ndɔ́mà̰                         | n᷆dɔ̰̄ma̰᷆                   | ǹdɔ́mà̰               |                |
| homme (vir)                                | sɛ̀                           | sɛ̄                       | mya᷆kwá             | vènì               | ɛ́mɩ̀à                | blénzúa ; bienzua             | ya᷆swā; bỹa̰᷈              | ŋèɲá̰                | bàỹḭ́nḭ́         |
| homme (homo)                               | lèpʰà̰                        | goɛ̄                      | ʃɔ᷆; syɔ᷆            | ɲ́cà                | ɛ̰́zà                 | sυràn;sonan                   | sr̃â̰                     | sʊ̰̀l̰á̰                | nḭ́pá           |
| hippopotame                                | dú-jɔ̰̀                        | dū-jɔ̰̀                    | dûndɛ́              | àsùé-sʊ̀ɛ̀           | sánzáɩ́              | àsù-sʊ̰́ɩ̰̀                       | n̄zu᷆-sɥi᷆                 | tálɩ́                | sù-s(ʊ̰́)nʊ̰́      |
| hier                                       | ɛ̰̀pì                          | ó̰ɓiē                     | nàsɛ̰́               | ɛ̀hɩ́mɩ̰́              | àsʊ́ɔ̰̀                | ánʊ̰́nmâ̰n                       | à̰nṵ́mâ̰                   | ànʊ̰́má̰               | ńn(á)rà        |
| héritage                                   | àja᷆                          | ójà                      | àjâ                | àjá                | àyɩ̀                 | aja                           | a᷆jā                     | àjà                 | àjàdíɛ́         |
| herbe                                      | ɛ̰́bì                          | ó̰pù                      | m̀pre᷈               | màsúè              | mbàsí               | ndrè                          | ījre᷆                    | ǹdìlé               | wúràà          |
| haricot                                    | mɔ̰̀nɛ́                         | ó̰mò̰nɛ́                    | àbòlú              | àsè                | ɛ̀kwràbà-ndɛ́mɔ̰́       | àlùwâ                         | ālo᷆ā                    | àlùbâ               | k(ʊ̀)rʊ̀bìnàm    |
| hameçon                                    | ágwé-mí                      | óguè                     | kòba᷆-bī            | kɔ̀bɔ́               | ɛ̀kʊ́ɛ̀                | kʊ̀ábà                         | ko᷆ā-bà                  | kʊ̀bâ                | d(à)rààá       |
| hache                                      | áhɔ̰̀                          | óʃuē; kùmɔ̰᷆               | kùmâ̰               | àkúmà̰              | ɛ́gbʊ̀                | éhṵ̀nmá̰                        | kpɛ̄lyɛ̀                  | àkùmâ̰               | àkṵ̀má̰          |
| guerre                                     | átʰà                         | ótā                      | dɔ᷈                 | ɔ̀lʊ̰́ɱɩ̰̀              | ɛ̀dɔ̀                 | ɛ̀lɔ̂ɲ                          | a᷆lɛ᷆                     | ɛ̀lɔ̀nɩ̰́               | dɔ́m            |
| guêpe-maçonne                              | ɛ̰̀gbòcʰɥí                     | kàkà̰jùɓé                 | bòmbo᷈              | àbètèkúmà̰; mɔ̀bɔ̀    | èhrúɲɛ́              | kònḭ́á̰; ngèlèsí-áŋwʊ̰́má̰         | mōmo᷆                    | tṵ̀l̰ɩ̰́                | bɔ̀mɔ̀-fʊ́ɔ́       |
| gros (une grosse tête)                     | bà̰                           | ɗe᷇                       | m̀mó                | ɛ̀blɛ̀; ɛ̀bɩ̀lɛ̀        | báhá                | pli                           | dà̰                      | kpèlè               | kàsíɛ́          |
| griffe                                     | ɛ̰́kʰúkʰwrɛ̀                    | ó̰mō̰-wú cɥya᷄              | jɛ̂-nkrô ɲà̰ɲa̰᷈       | và-yúè             | ɛ̀ɥrɔ́                | (à)sǎ-bʊ̰́ɩ̰̀n                    | sà-bwî; ja᷆-bwi᷆          | sà-bʊ̰́l̰ɩ̰́             | mɔ́ɥìrɛ̀         |
| gratter (je me gratte le dos)              | pwà                          | ɓoā                      | gbāá               | pɩ̰̀pɩ̰̂               | fɛ̰́mvɛ̰̀               | fʊ̰fuà̰n                        | ṵ᷆fw̰ā̰                    | fʊ̰̀và̰                | tìtìʔ          |
| grand-père paternel                        | ɛ̰̀jɩ̀-sɛ̀                       | tò-kó̰                    | bò-mỹa̰᷆             | ɛ̀lá̰-véní           | nà-mɩ̀à              | nanan ou nana bienzua         | na̰᷆nā̰-ya᷆swā              | nèɲá̰                | ná̰ná̰-báỹḭ́nḭ́    |
| grand-père maternel                        | ɛ̰̀jì-sɛ̀                       | tò-kó̰                    | bò-mỹa̰᷆             | ɛ̀lá̰-véní           | nà-mɩ̀à              | nanan bla                     | na̰᷆nā̰-ya᷆swā              | nèɲá̰                | nà̰ná̰-báỹḭ́nḭ́    |
| grand-mère paternelle                      | ɛ̰̀jì                          | ò̰mó̰-kó̰                   | bòbo᷈               | ɛ̀là̰                | nà-blà              | nanan bla ou nnan bla         | na̰᷆nā̰-bla᷈                | nà̰ná̰                | nà̰ná̰-bíá       |
| grand-mère maternelle                      | ɛ̰̀jì                          | ò̰mó̰-kó̰                   | bòbo᷈               | ɛ̀là̰                | nà-blà              | nanan bla ou nnan bla         | na̰᷆nā̰-bla᷈                | nà̰ná̰                | nà̰ná̰-bíá       |
| graisse (animale)                          | ɛ̰́ná̰-nɔ̰̀                       | ó̰nō̰nō̰                    | dɔ̀fɛ᷈               | ɔ̀lʊ̰̀ɩ̰̀               | dònù                | ɛ̀lʊ̀ɩ́                          | lɥì                     | ɛ̀lʊ̰̀mɩ̰̀               | s(à)ràdíɛ́      |
| graine de palme                            | ájì                          | óʃī                      | je᷈                 | èvê                | síɲí                | àé-mà                         | a᷆ē-mmà                  | àɣɛ̀lɛ́               | àbɛ́-bá         |
| graine                                     | áɓá                          | ɓí                       | byǎ                | ɛ̀và                | bà                  | m̀mǎ                           | m̄mà                     | mà                  | àdǜà-bá        |
| goyave                                     | ywámà                        | àlámā                    | gòyāsè             | àduébà             | ɛ̀kɔ̀nʊ̰́á̰bà            | àdúóbá                        | go᷆yāfu᷆                  | àdúábá              | gòyáàv(ʊ̀)rʊ̀    |
| goûter (la sauce)                          | tɛ́... lá-lɛ́                  | ɗā lɛ̄                    | dyá yī             | jàjá... siɛ̀        | bɛ̀... ŋwɔ̰́           | tàfɩ́... nɩ̰̀á̰n                  | nỹà̰                     | tàfɩ̀ nɩ̀à̰            | ká̰ hɛ̄ʔ         |
| gombo                                      | ɛ̰̀gbòkʰwɛ̰᷆                     | ó̰gbràɓḛ́                  | jɔ̰́                 | nɔ̀ŋʊ̰̀lɩ̰̀             | nàhúè               | nglṵ́mâ̰n                       | gbɔ᷆lū                   | ŋ̀gṵ̀l̰ṵ́ma̰kɛ̰̄           | ŋ̀g(ù)rùmá̰      |
| glisser (il a glissé dans la boue)         | srɛ̀                          | piò                      | tr̃ɔ̰̂                | bʊ                 | ngámá̰má̰             | soti                          | se᷆lī                    | tèlè                | pàt(ì)rìʔ      |
| genou                                      | ɛ̰́tráhɛ̰́                       | ó̰ɗā-wú                   | kóngó              | ɛ̀là̰-té             | èlísíngbè; ɛ̀sɔ̀-gbɔ́  | nà̰nglʊ̰̀má̰n                     | nā̰nglṵ᷆ma᷆̄; jā-kpɔ᷆lɛ̄      | èjàkɛ̀ kpɔ́kɛ̀         | kòtègǘéʔ       |
| gendre (mari de ma fille)                  | ɛ̰̀gròsɛ̀                       | grò̰                      | sèmỹa̰᷆              | àsèbèlḭ́ɩ̰̀           | ángrí               | sia bian                      | syâ                     | zèbíá̰               | àsɩ́            |
| gauche                                     | ɛ̰́mrá̰kʰù                      | ó̰mò̰gɓɛ̰́                   | bɛ̀ndrɛ᷈             | ɛ̀bɩ̰́lɩ̰́-wɔ̀           | mànjɔ̰́               | bɛ̂ɲ                           | bɛ̂                      | bɛ̀nɩ̰́                | bʊ̀ngṵ́m         |
| gale                                       | wɛ́zɛ̀                         | ó̰pué                     | gbǎ                | m̀mó                | ɲràmɔ̰̀               | àsɩ̰̌n                          | āsỹɛ̰̀                    | kèlé                | b(ɔ̀)rɔ́         |
| prix                                       | ájɛ̀                          | ójè                      | yákô               | à̰hʊ̰́ɩ̰̀               | ànɛ́                 | gúa                           | gwâ                     | bʊ̀lɛ̀                | bʊ́ɔ́            |
| prêter (de l'argent)                       | pɛ̰́                           | ɓɛ̰̄                       | pɛ̄                 | pɩ̰̀                 | pɛ̀                  | bɔ̀ bʊ̀sɩ́à                      | bō ābòsyá               | bɔ̀ bʊ́sɩ́á            | bɔ̀ bósɥ̰́á̰       |
| près de                                    | tí-ɓá                        | mɛ̰́mɛ̰́                     | ɲ̀ɲɔ̰̀ɲɔ̰᷈              | èpíè               |                     | kʊ̀kʊ̀                          | kōko᷆                    | ɛ̰̀hʊ̰́ ... kɛ̀          | bɛ̀n            |
| prendre (prends la machette)               | ɓó                           | ɓō                       | trō                | pà                 | mṵ́                  | fá                            | fá                      | fá                  | fáʔ            |
| poussière                                  | ɛ̰́núɗù                        | óɗḛ̀ɗḛ̀                    | pa᷈                 | ŋ̀fʊ̰́lʊ̰̀              | mbúpúrè             | ndútúlè                       | n᷆dūtre᷆                  | mṵ̀l̰ṵ́tṵ̀              | tǘtǜò          |
| pousser (objet)                            | dà; tʰù                      | dà                       | sīí                | yùè                | gbè                 | fifi                          | sú bô                   | suhu                | sṵ́m            |
| pousser (plante)                           | lé                           | ɓā                       | bɔ̄                 | wà                 | pípì                | fìfí                          | fí                      | fìfì                | fì(ì)rì        |
| pourrir (viande)                           | bɔ̰̀                           | pɔ̀                       | pɔ̰́                 | pò                 | mɔ̰̀                  | plɔ́                           | kplɔ̀                    | kpɔ̀lɔ̀               | p(ɔ̀)rɔ̀ʔ        |
| poule                                      | kɔ̀sɔ̀-ɓyè                     | ɠɔ̄sɔ̄                     | kɔ́kɔ́-brīsí         | ǎkɔ̀                | èyíkɔ̀               | ákɔ́                           | àkɔ́-bla᷈                 | àkɔ́lɛ́-blɩ́yɛ̀         | àkʊ́kɔ́-b(ɛ́)rɛ́ɛ̀  |
| poudre à fusil                             |                              |                          | tǔ-yā              | ǹtṵ̀-mḭ̀lḭ̀           | mékè                | ǹdṵ̀mṵ́lan                      | tɥì-a᷆yre᷆                | ǹdùmṵ̀lí             | àtʊ̀d(ú)ró      |
| pou                                        | cʰɔ̰̀                          | ó̰sá                      | ŋm̀ŋmr̃ɛ̰᷆             | ŋm̀gbìè             | njɩ́mɩ́má̰jɔ́           | èjìré                         | jrè                     | èjìkè               | jɥɩ́            |
| porter (sur la tête)                       | tʰè                          | trō̰                      | wrū                | wà                 | wa                  | sʊ̀á                           | swà                     | sʊ̀wà                | sùà            |
| porte (l'ouverture)                        | ákʰú-mɛ̰́                      | ógbó-sḛ̄                  | ǹti᷈                | à̰lʊ̰́ɩ̰̀               | èsù-àndó            | anuan                         | a̰᷆nwa̰᷆                    | àlɩ̰́kɛ̀               | pʊ̰́nʊ̰́           |
| porte (le battant)                         | àgbò                         | ógbó                     | ǹti᷈                | ɛ̀kpɩ̰́               | èsù-àndó-bɔ̀         | anuan                         | a̰᷆nwā̰-bà                 | àlɩ̰́kɛ̀               | pʊ̰́nʊ̰́           |
| pondre                                     | hó                           | hē                       | wū                 | fè                 | nɔ̰́                  | tʊ́                            | tó                      | tʊ́                  | tʊ́ʔ            |
| poitrine (d'homme)                         | ɛ̰́tʰɛ̰́-tʰò                     | ó̰grè                     | òwe᷆; nɔ̀pɛ̂          | ɛ̀dá                | èmó                 | húè                           | wê                      | ɛ̀kɛ̀nɣàlɛ́; ɔ̀kɛ́ŋà     | bʊ̀ʔ            |
| poisson                                    | ácɔ̰̀                          | óʄō̰                      | wɛ᷈                 | ɛ̀tà                | ɛ̀tá                 | èjɥeɲ                         | jɥê; kpátrâ             | èjɔ̀nɩ̰́; fɛ̀lɛ́         | àjɥɩ̰́nɩ̰́         |
| poil                                       | ɛ̰́ɲɔ̰́mrɛ̀                       | ó̰ɲē                      | ǹtɛ́                | ǹtʊ̰́ɩ̰̀               | ǹjʊ́ɛ̀                | ɲuan ; ndrɛ                   | n᷆drɛ᷆                    | ɛ̀dɛ̀kɛ́               | ŋw̰ḭ́ḭ́           |
| plume                                      | ɛ̰́ɲɔ̰́gbrɛ̀                      | ó̰ɲē                      | ǹtɛ́                | ɛ̀tɛ̂                | ǹdɛ̀                 | tɛ̀klâ                         | n᷆drɛ᷆                    | ǹdɛ̀kɛ́               | tàk(à)rá       |
| pluie                                      | ɲà̰kà̰-dù                      | yēkḛ̄                     | ǹzó                | òsùè               | èsú                 | nzué                          | n̄zɥè                    | èzùlɩ̀               | ǹzǘó           |
| pleuvoir                                   | nɛ̰́                           | nrā̰                      | tō                 | lʊ̰̀                 | bà                  | tɔ́                            | tɔ́                      | tɔ́                  | tɔ́ʔ            |
| pleurer                                    | tʰɔ̰́ ɛ̰́hɛ̰́dù                    | tō̰                       | w̰ṵ᷈                 | wṵ̀                 | hṵ́                  | sṵ́n                           | sṵ́                      | sṵ́                  | sṵ́ʔ            |
| plein de (c'est plein d'eau)               | sí                           | sī                       | ma̰᷈                 | yìlé               | cárá                | yí                            | yí                      | yí                  | h(í)ríʔ        |
| planter (un piquet)                        | sɔ̀; dì                       | dḛ̀                       | gbí                | fèfê               | fónì                | dùa                           | kpl̰à̰                    | dùà                 | dǜàʔ           |
| plaie                                      | áyémɛ̰́                        | ó̰no᷆hó̰                    | ka̰᷈                 | ɛ̀há̰ɱḭ̀ɩ̰̀             | àkɛ̀                 | klan; kannan                  | ká̰nḭ̂                    | hà̰lɛ́                | kúró           |
| pirogue                                    | àhra̰᷆                         | ó̰hlɔ̰̄                     | kró                | ɲ̀ɲèlḭ̀              | éè; éyè             | ɛ̀lɛ̌                           | ālyè                    | ɛ̀lɛ̀nɩ̰́               | yɛ́n            |
| pipe                                       | trà-áɓwè                     | óɗàɓiá                   | tàbùè              | tɛ̀bɩ́ɛ̀              | tàbá- ̍tɔ́            | kùlùwá                        | klu᷆wā                   | àbúá                | àb(ò)ròbùá     |
| pintade                                    | kɔ̰̀yɛ́                         | kɛ̰̀jɛ̰́                     | kɔ̰̀cɛ́               | kɛ̀lɩ̰̀jɛ́             | ngɔ́kɔ̀ángɛ̀           | kɔ̀njɛ́                         | kɔ᷆ɲjɛ̄                   | kɔ̀njɛ́               | àkɔ̀fɛ́m         |
| piment                                     | ɛ̰̀jísɛ́                        | ò̰niɛ́                     | ɲàcē               | ɛ̀sà                | èénzámɔ̰́             | màkʊ́                          | ma̰᷆kṵ̄                    | dɛ̀zá                | mà̰kó           |
| pilon (petit)                              | ákpá-yá                      | ódèdrḛ̌; ójrɔ̰᷈             | sɔ́kɔ̀-bī            | èvé-àcìcíè-ŋm̀ŋm̀emḭ̀ | ámɔ̰́nʊ́bè             | jòmâ̰-bà                       | òlí-bà; kpòkpò-bà       | kàtɔ́                | jó-má          |
| pilon (grand)                              | ádwrà̰                        | ódèdrḛ̌; ójrɔ̰᷈             | wró-mɛ̰̄             | ŋm̀ŋmèmḭ̀            | ámɔ̰́                 | jòmâ̰                          | òlí-bà; kpòkpò-bà       | àmòdḭ̀nḭ́; jòmá̰       | wɔ́-má          |
| piler (l'igname)                           | hɔ́                           | hɔ̀                       | yɛ̀ sǔ              | sí                 | crè                 | sí                            | sí                      | sí                  | wɔ́ʔ            |
| pigeon vert                                | gwéntʰré                     | glo᷆ndó                   | àbɛ᷆ngbrô           | àhólíàvè           | zɛ́gɔ̀                | áblósò                        | àblìósô                 | ɲm̀gbàkú             |                |
| pigeon (dom.)                              | lándrɛ̰́                       | ɓlɔ̀lōmḛ̄                  | brá̰ndrê            | mɔ̀lɔ́nʊ̰̀mâ̰           | zɛ̀gɛ̀                | mlɔ́nʊ̰́mà̰                       | ōkṵ̄mōmo᷆; bōkṵ̄mōmo᷆       | mɔ̰̀lɔ̰́nʊ̰́má̰            | àb(ɔ̀)rɔ̀má̰      |
| pierre à écraser                           | áɓú-ɓrì                      | ó̰mò̰ko̰ɛ̰́                   | búmɛ̰̄               | kwàcɩ̰́lɩ̰̀            | ábá                 | ɛyɔbυɛ ɛ̀bʊ̀ɛ́                   | yo᷆bwɛ̄-bà                | ɛ̀bʊ̀lɛ̀               | bʊ́ɔ́            |
| piège                                      | ɛ̰́mɛ́                          | óɓɛ̄                      | ŋ̀ká̰                | ɔ̀kʊ̰̀lʊ̰́              | àhàyɩ́               | ngǎɲ                          | āyà                     | ɛ̀hànɩ̰̀               | fìdíé          |
| pied                                       | ɛ̰́tà                          | ó̰ɗā-gbà                  | sàmɔ̰᷈               | ɛ̀là̰                | ábʊ́ɛ́                | ja                            | ja᷆                      | èjàkɛ̀               | ná̰á̰ʔ           |
| pièce de séjour                            | ágbà̰mɛ̰̀                       | ógɓɔ̰̀                     | àwɔ̰̀jɔ̂; àhɔ̰̀jɔ̂       | àsɔ́lʊ̀              | èlíprì              | àbàándâ                       | a᷆la᷆                     | àsálʊ̀               |                |
| pian                                       | ɛ̰̀gbósí                       | tògbá                    | kɔ̂                 |                    | àgbɔ́                | dòwé                          | lo᷆wē                    | èdó                 | dèé            |
| peur (avoir)                               | sò                           | sō̰                       | nɔ̰̂                 | nà̰lɩ̰̀               | wrù                 | sùró                          | srɛ̀                     | ɛ̀zùlòlɛ́             | sùròʔ          |
| peu de (un peu de foutou)                  | kpɛ́bɛ̰̀                        | gɓɛ̌                      | trɛ̂kṵ́              | ɛ̀-tɩ́kɩ́             | tɛ́tɛ́ngbà            | ka̰̋a̰̋n                          | ká̰                      | ŋɩ̰́tɩ̰́                | kàk(á)ráá      |
| petit                                      | ɓrì                          | fāɓí                     | ǹdōmɛ̰᷈              | tɩ̀tɩ́kɩ́             | síɲá̰                | ka̰̋a̰̋n                          | kà̰á̰                     | ècí                 | kítíííʔ        |
| pet                                        | ásɛ̀                          | sɔ̄sɔ̄                     | m̀vɛ᷈                | ̀m̀fḭ́ɩ̰̀               | mvɛ̰                 | ɛ̀tâ̰                           | tá̰-mva̰᷆                  | tá̰                  | tá̰ʔ            |
| père                                       | ɛ̰̀tʰè                         | tḛ̄                       | ɲ̀ɲá̰                | ɛ̀yɩ́ɛ̀               | éè; éyè             | sɩ́ɛ                           | sí                      | èjà                 | sɩ́             |
| penis                                      | ákʰɛ̰̀                         | ókē                      | tòko᷈               | ɔ̀tʊ̀àmɩ̰̀             | ɛ̀wrá                | tʊ́à                           | twa᷆                     | tʊ̀wálɛ̀; tʊ̀wà        | kɔ̀tíɛ́          |
| pendre (suspendre)                         | yròmà̰                        | ɲrɔ̰̀mɔ̰̀                    | séngèè             | hɩ̰̀là̰               | cú njúrè            | sḭ̀nzé                         | se᷆ndē                   | kèndà               | sɩ̰̀nzɛ̰̀n         |
| percer                                     | tʰwà                         | tuā                      | tá̰                 | tà̰                 | tɛ́ndɛ̀               | fìtí                          | fi᷆tī                    | fìtì                | fítíʔ          |
| penser (il pense, il réfléchit)            | ɓú ɛ̰́hɛ̰́pé                     | sūsū wā                  | àkúndǎ bú          | jʊ̰̀lʊ̰̀               | lófìà               | bu akundan.jrun; susu         | bu᷆ a̰᷆ngṵ̄ndà̰              | jʊ̰̀nɩ̰̀                | jɥɩ̰́nɩ̰́ʔ         |
| peigne                                     | jɔ̰̀cʰwè                       | sógò; só̰gò̰               | bɛ́mɛ᷈               | wàsɛ́kɛ́             | èwó                 | sèkâ                          | kwɛ̀kwɛ́; sa᷆ka᷆            | èzèká               | àfɩ̰́ɩ̰́           |
| peau                                       | áhrɔ́; ɛ̰́mpʰrɔ̀                 | ó̰pō̰                      | kpró               | ɛ̀fɛ̀-fìɛ̀            | kúngwà̰              | pòlò                          | wṵ́-nnɛ̰̀                  | w̰ʊ̰̀ná̰nɩ̰̀; ɛ̀wʊ̰̀nà̰lɛ́     | hʊ̰̀-ná̰m         |
| parler                                     | tɔ̀ ɓwè                       | lɛ̄ wā                    | brū                | tɩ̰̀à̰                | kɛ́                  | ká̰ klé                        | ká̰ klè                  | tɩ̀ndɛ̀               | kásáʔ          |
| pardon (demander)                          | là                           | hō̰ nɗā                   | srɛ̂                | à̰lṵ̀ŋɔ̂              | pɔ́prɔ̀               | pàtâ                          | ya᷆cī                    | fàcɛ́                | kàf(á)rà       |
| parasolier                                 | ágbròkò                      | ńmɔ̄-yē                   | dōṵ́                | ɔ̀gbʊ̰́mɩ̰̀             | èréndò              |                               |                         | ègṵ̀lḭ́               |                |
| papillon                                   | ná̰ná̰mì                       | ó̰ná̰mḛ̄                    | fɛ́                 | tɛ́ɛ̀tɛ̀              | mvɔ́bɔ́ábà            | ɛ̀wʊ̰̀mɩ̰́-ákɔ́                     | ābɛ̀bɛ́                   | ɛ̀bʊ́làkɔ́lɛ̀           | bòmò           |
| papaye                                     | kpàkpà                       | áɓlɛ̂                     | àlòkō-pr̃ɛ̰̀mṵ́        | ɛ̀pɛ́lɛ̀              | èprè                | blɛflɛ                        | o᷆flɛ᷆                    | kpákpá              | bɔ̀f(ɛ́)rɛ́       |
| panthère                                   | jìjì                         | kèkrè                    | kà̰ngà̰ḭ᷈             | èhíè               | ècrécù              | kéklé                         | kāngāle᷆; go᷆lī           | bòbódùmà̰            | sìbɔ́           |
| pangolin                                   | cʰràlá                       | ʄākroá                   | ácrǎlā             | ɩ̰̀lɩ̰̀ɱɩ̰̀              | kpà̰njɛ̰́ngbá̰          | apla                          | kpla᷆lɛ̄                  | dèwú                | àp(à)ràá       |
| panari                                     | gbàtrò                       | ò̰gbî                     | táfrā              | ɛ̀vàhɛ̀-m̀fí          | bɔ̀hʊ̰́má̰              | ŋ̀gógólè; popojalɛ             | ŋ᷆gɔ̄lɛ᷆                   | ŋ̀gògóɣɛ̀             | káká           |
| palmier-rônier                             | áló-yà                       | ólū-yē                   | kùbé               | òkùè               | èfúbúè              | kùbé                          | ku᷆wē                    | màlókò bàkà         | cɥèé           |
| palmier-raphia                             | ɛ̰̀jó-yà                       | ójò̰                      | àjǒ                | àlɔ̀                | ɛ́dɔ̀                 | dɔ̀kâ                          | gbàlé                   | dɔ̀kâ                | dɔ̀káɩ̀ʔ         |
| palmier à huile                            | ádɛ̀                          | ódè                      | ǹtīō               | èvè                | ɛ̀bɩ̀                 | áè                            | m᷆me᷆                     | àɣɛ̀lɛ́ bàkà          | àbɛ́            |
| palissade                                  | ɛ̰́pʰá                         | ó̰pā; ógbò                | bā                 | lɛ́kpɛ̀; òdúè        | sàcʊ́-müɛ́            | ̰̀ɛ̀wlâ̰n                         | jàsá                    | bànɩ̰́                | bá̰á̰            |
| palabre                                    | ágbò                         | ógbò; óɗā                | ɲ̀ɲɔ̰̀mā̰              | ɔ̀wʊ́là              | áhrà                | ngondi/bútúlè                 | ṵ́trê; w̰ṵ́trê             | bùtúlè              | ǹnɔ̀kwá         |
| pagne                                      | ádɛ̀gɔ̰̀                        | óɗèkḛ̄                    | dyó                | ɛ̀sɩ́bɛ́              | ɛ̀tà                 | ɛ̀tran                         | tá̰nḭ̂                    | ɛ̀dà̰lɛ́               | ǹdà̰má̰          |
| pagaie                                     | ábɛ̀                          | ópɔ̰̀                      | tɛ̀bwa᷆              | ɛ̀pá                | ɛ̀pɛ́                 | tà̰mʊ̰́ngá̰n                      | tɛ́bwâ                   | tàmʊ̰́ngá̰             | tàbʊ̰́ʊ̰́          |
| oublier                                    | ɗyà ɗí                       | pō̰prō̰                    | yì wóbo᷈            | mùpìè              | pí                  | lʊ̀á fí                        | wlà fì                  | ɣɛlɩ ní             | f(í)ríʔ        |
| où ?                                       | bá̰                           | ò̰pɛ́-sḛ̄                   | là-krâ             | bē                 | pròngɔ́              | nḭ́                            | nḭ́; nḭ̀fâ̰                | nḭ́ɛ̀kà               | fá̰hɩ̰́; ́hɩ̰́       |
| os                                         | ɛ̰́cʰwè                        | ó̰cüī                     | m̀vo᷈                | òbòɩ̰́               | ŋ̀gɛ̀tɛ̀-bélì          | bòwê                          | o᷆ɥye᷆                    | bòwùlé              | bòwúó          |
| orphelin                                   | ɛ̰̀pɛ́tɛ́                        | ò̰ɗɛ́ɓɛ̀                    | m̄pɛ́tɛ᷈              | òhṵ́mḭ́-àlɩ̀bɛ̀        | ààcɛ̰̀                | àwúsḭ́an / ayika               | āēkà                    | àɣísá̰               | àjàɥḭ̀á̰         |
| oreille                                    | ɛ̰́jɛ̀                          | ó̰jè                      | sū                 | ɔ̀wɔ̀                | àwò                 | su                            | sú                      | ǹzʊ̰̀á̰lɛ̀              | àsʊ̰́ʊ̰́           |
| or                                         | ɛ̰́cí                          | ó̰ʄḛ́-no̰ɛ̰̄                  | sìkā-pr̃ɛ̰́           | òsùkò-ḿplê         | èsìhɛ́-brónù         | sìkà-mlan/sika kɔklɔɛ         | sīkà-ɔ̄kwlɛ̀              | èzùkà kɔ́kɔ̀lɛ̄        | sìká-kɔ̀kɔ̀ɔ́     |
| ongle                                      | ɛ̰́kʰúkʰwrɛ̀                    | ó̰mō̰-wú cɥya᷄              | jɛ̂-nkrô            | vàyúè              | ɛ̀ɥrɔ́                | sǎ-bʊ̰̀ɩ̰̀n                       | sà-bwî                  | sà-bʊ̰̀l̰ɩ̰́             | mɔ́ɥɩ̀rɛ̀         |
| oncle maternel                             | ɛ̰̀tʰèkʰó                      | ò̰nô̰wúsē                  | wrɔ᷈                | àwéní; àtɩ́         | ɛ̀ŋwà̰-mɩ̀à            | ɔfa./ waɲi                    | sí                      | wɔ̀fà; wà̰ɲḭ̀nḭ́        | ɔ̀fàʔ           |
| oiseau                                     | kɔ̀cɛ̰̀                         | ɠɔ̄ʄḛ̄                     | dɔ́mɛ̰᷈               | àlʊ̰̀mʊ̰̀              | ɛ̀sɩ́                 | ànʊ̰̀mǎn                        | ā̰nṵ̄mà̰                   | à̰nʊ̰̀mà̰               | à̰nʊ̰̀má̰          |
| œuf                                        | ɛ̰́mwé                         | ó̰mué                     | prúē               | kùlòfùé            | àsàná̰bá             | klénvua                       | kle᷆nzwā; kle᷆swā         | kòlòmvìá            | kòsǜá          |
| œil                                        | ɛ̰́mɛ́ɓí                        | ó̰hɛ̰̄-mí                   | ɲɛ̰̄ɛ̰̀-bī             | ɛ̀ɲɩ̰̀                | éɲì                 | ɲá ba                         | ɲḭ́-mà                   | ɲɩ̰́                  | ànḭ́báʔ         |
| odeur                                      | ápʰá̰                         | ópɔ̰́                      | fɔ̰̄; frɛ̄            | ŋ̀yʊ̰̂                | fɔ̰́mɔ̰́                | m̀vâ̰n                          | m᷆va̰᷆                     | m̀và̰nɩ̰́               | pá̰pà̰à̰          |
| obtenir                                    | gɛ̀                           | gē                       | yì tōā             | ɲɩ̰̀                 | bú                  | ɲan                           | ɲá̰                      | ɲá̰                  | ỹá̰ʔ            |
| obscurité                                  | ɛ̰́mró-mɛ̰̀                      | ó̰mlū                     | krâ                | òwṵ́                | èmṵ̀mṵ̀               | àwòsḭ̂                         | āo᷆sḭ̄                    | àwòzḭ̀nḭ́             | sṵ́m            |
| nuit                                       | ɛ̰́mrécì                       | ó̰mò̰tḛ́                    | dɔ̄nɛ̰́               | népíè              | nòpíè               | kɔ̀ngɔ̀ɛ́ɲ                       | kɔ̄ngwɛ̀; kwɛ̄ngwɛ̀         | nɔ̀ɔ́zʊ́               | nòfínḭ́         |
| nuage                                      | mɔ̰̀gùmɔ̰́gú                     | yēkɛ̰̄ ɓḛ̄                  | ɲà̰ɔ̰̀ mr̃ṵ̄à̰           | ɔ̀wʊ̀lɔ̀-ɲ̀cṵ́ɩ̰́         | kábrɛ̀cɩ̀             |                               | ɲa̰᷆mỹɛ̰̄-sù-tṵ̄ṵ̀            | àmṵ́gṵ̀               |                |
| nouvelle (demander la)                     | ɛ̰́má̰jì                        | ɓā mmlḛ̀                  | àmànỹɛ̰̌             | àmɛ̀nḭ̀ɩ̰̀             | kángà̰               | àmà̰nɩ̀ɛ́                        | jásḭ᷆                    | àmà̰nɩ̀ɛ̀              | àmà̰nìɛ́         |
| nourriture                                 | ɛ̰́nɛ̰̀                          | yɛ᷈                       | yɛ᷈                 | èlìkèlìè           | ɛ́sà                 | àlɩ̀ɛ́                          | ālyɛ̀                    | óyī                 | àdǜànɩ̰́         |
| non mûr                                    | lé nɔ̰́                        | ó̰mɔ́                      | òpr̃ɛ̰̄ḭ̄              | m̀mṵ̀ɩ̰̀               | ŋ̀gɛ́                 | àmṵ̀ḭ́n                         | ā̰mw̰ḭ̀; ā̰mw̰ɛ̰̀              | àmṵ̀lḭ̀               | bṵ́ṵ́            |
| nombril                                    | ɛ́pá̰ɲá̰                        | ó̰gōɓiá                   | tro᷆-bī             | òplùmí             | èprú                | kʊ̀twá                         | ko᷆twā                   | ɛ̀kʊ̀tʊ̀bà             | àf(ù)rùmàʔ     |
| nom                                        | ɛ̰́hɛ̰́                          | ó̰hō̰                      | ŋr̃ɛ̰́; hrɛ̰́           | èdí                | èdí                 | dṵ̀mǎ̰n                         | dṵ̄mà̰                    | dùmà̰                | ǹdḭ́ḭ́           |
| noir (c'est noir)                          | ɓrò                          | mlū                      | bré                | bíblè              | brí-nù              | blè                           | blê                     | bìlé                | tṵ̀ndṵ̀m̄         |
| nez                                        | ɛ̰́fɔ̰́                          | ó̰fɔ̰̄                      | m̀pō                | òwṵ́jɩ̰̀              | àyɔ̀                 | boɲ                           | bwé                     | èbòɲḭ́               | hɥɩ̰́nɩ̰́ʔ         |
| neuf (nouveau)                             | pɔ́pɔ́                         | ó̰ɓɔ̄                      | pri᷈                | pʊ́plɔ̀              | épù                 | fʊ́flɛ̀                         | úflɛ̂                    | fʊ̀fʊ́lɛ̀              | fʊ́f(ɔ̀)rɔ̀       |
| natte                                      | ɛ̰́tɛ́trɛ̀                       | ò̰ɗɛ́ɗrɛ̀                   | m̀pí                | tɛ̌trɛ̀; ɔ̀kpà        | ɛ̀tɛ́hɛ́               | bɛ̌ɲ                           | bɛ̀                      | ɛ̀sʊ̀kpá; ǹdɛ́kpà      | kɛ̀tɛ́           |
| nasse                                      | àbyɔ̰̀                         | ò̰túmlḛ̀                   | kòko᷈               | òtṵ́ɱḭ̀              | ècú                 | tṵ̀mǎ̰n                         | tṵ᷆mā̰-bà                 | tṵ̀mà̰                | tìmá̰           |
| nager                                      | wɔ́ dù                        | wɔ̄ dū                    | ǹzó pɔ́rɛ́           | wɛ̀                 | wà ... sú           | yɔ̀ àsùé                       | wɛ᷆ n̄zɥè                 | ɥɛ́ àzùlè            | àsù-jɥàrɩ́      |
| mygale                                     | hà̰                           | ɗó̰hō                     | ha̰᷈                 | àyɩ̰́à̰               | àhâ̰                 | bòkóhùlù                      | ōkēwlì; wēkēwlì         | bòkòɣúlù            | àcɛ́nfʊ́         |
| variole                                    | ɛ̰́pʰónkónkó; álɔ́mpʰrɔ̄mɛ̰᷆       | ò̰gbèté                   | ǹzyɛ̰́-bré           | ŋm̀gbèté            | ɛ̀tʊ̀kʊ̀               |                               | ko᷆wli᷆                   | èwùlè-ngbólè        | sàsààgɔ̀        |
| varan                                      | sɔ̰̀ngù                        | ʃímó                     | bénzé              | ɔ̀hʊ́lʊ́vʊ̀            | ècrèbò              | bénzé                         | wènzé; ònzé             | bònzé               | bénzé          |
| vagin                                      | átʰá                         | óɓḛ̄                      | gbé                | ɛ̀tɩ̀vɛ̀              | ɛ̀nɛ̀mɔ̰̀               | kɔ̂                            | kɔ᷆-bwɛ᷆                  | tʊ́dɔ̀                | jőbá           |
| vache                                      | ɛ̰̀dwà-byè                     | òtó̰                      | nā-brīsí           | ɛ̀là̰hâ̰              | ɛ̀nɛ́                 | ɛ̀nàlɛ́                         | na̰᷆nḭ̄-bla᷈                | ɛ̀là̰kɛ̀               | nàǹjɥé-b(ɛ́)rɛ́ɛ̀ |
| uriner                                     | tɔ́ ntɔ́                       | ɗɔ̄                       | ḿbró tá            | mḭ́ɩ̰̀                | yísà                | bié                           | byè                     | bìè                 | jɩ̰̀ ǹzɔ̀         |
| tuer (un animal)                           | ŋwɛ̰́                          | wē                       | kṵ᷈                 | hṵ̀                 | kù                  | kṵ́                            | kṵ́                      | kṵ́                  | kṵ́ʔ            |
| tuberculose                                | ákʰɔ́gbù-lɔ́                   | ɓɔ̀ɗɔ̀ɓɔ̀ɗɔ̂                 | bìsá-ŋ̀kɔ̂           | ɛ̀táhʊ̰́ɩ̰̀             | àkɔ́nzɔ̀              | ɛ̀ta̋ngɔ̀ fűfűè                  | tá̰ngɔ́-ùfwê              | àvḭ̀l̰ḭ́-wùlè          | m̀mɔ́bɔ́ fʊ̰́ʊ̰́      |
| trou                                       | ɛ̰́nɔ̰̀                          | ó̰nḛ̀                      | mā̰                 | m̀mâ̰                | àbɔ̀                 | bɔɲ /kṵ̀mâ̰n                    | bwɛ̂                     | kùmà̰                | àm(ɩ̰̀)ná̰        |
| trompe (d'éléphant)                        | ámá̰mrù                       | mɔ̰̀mù                     | sàsù-mpō           | ɔ̀sʊ́ɛ́-bóluè         | srèyí               | bònùé                         | fālyɛ̀                   | bɔ̀nʊ̰́à̰               |                |
| travail                                    | júmá̰                         | ójó̰mɔ̰́                    | jùmâ̰               | àjímá̰              | ńjúmú               | jṵ̀mâ̰n                         | jṵ᷆ma̰᷆                    | èjìmà̰               | àjúmá̰          |
| tout                                       | kʰúmbrɛ̰̀                      | ò̰gɓé                     | krɔ́á               | ŋm̌gbò              | mbúmbú              | kluaa / kluati                | ŋm̄ba᷆                    | mṵ́àlà               | ỹḭ̀ná̰á̰          |
| tousser                                    | kʰɔ́ kʰɔ́gbù                   | krɔ̄                      | ŋ̀kôkɔ̄              | tà̰hʊ̰̂               | kɔ́nzɔ̀               | bɔ̀ tá̰ngɔ̀                      | bo᷆ tā̰ngɔ᷆                | bɔ̀ ɛ̀kà̰hʊ̰́lɛ̀          | bɔ̀ m̀mɔ́bɔ́       |
| tourterelle                                | ɓwèɓwè                       | ɓrḛ̂géɓḛ̄                  | pō                 | àbúbúlè            |                     | àbúbúlè                       | críko᷆lī                 | àbúbùlè             | àbúb(ó)ró      |
| tourner (la roue tourne)                   | lá; sà                       | jḛ̀                       | mr̃ɛ̰́                | bɛ̀ ... fɛ̀          | só                  | pɛ̀ wun/ sa sin                | blì                     | cìbà; pɛ̀nɩ̰̀          | cɥà hʊ̰́ʊ̰́        |
| tortue terrestre                           | gùpʰrɛ̀                       | ó̰mó̰kro̰ɛ̰́                  | bɔ̀nkɔ̰̄              | àvòŋʊ̀à             | ɛ̀yɩ́bɔ̀               | àcɩ̀crɩ̀                        | āīcwrè                  | ɛ̀wʊ̰̀ɣà               | àhúró          |
| tortue d'eau                               | àlɔ̀kpɔ̀; ádú-gùpʰrɛ̀           | àlɔ̀gɓɔ̀                   | ábú                |                    | ècrû                | abu                           | àbú                     | sùyʊ̰́ɣà̰              | àsí-dà̰nā       |
| tomber (une noix de coco est tombée)       | fɔ́                           | fō                       | gbɛ̄nɛ̰́ bùɛ̀          | dɩ̀ àɛ̀              | tɩ̀                  | tɔ́                            | tɔ́                      | tɔ̀ àzɩ̀              | tɔ̀             |
| tissu                                      | ádɛ̀gɔ̰̀                        | óɗèkḛ̄-nhē                | díó                | ɛ̀sɩ́bɛ́              | ɛ̀tà                 | ɛ̀trà̰n                         | tá̰nḭ̂                    | ɛ̀dà̰lɛ́               | àtààrɩ̀-tám     |
| tirer (fusil)                              | kú gbù                       | ɠō̰                       | tǔ fɛ᷈              | fè                 | nɔ̰́                  | tʊ́                            | tó                      | tʊ́                  | tʊ́ʔ            |
| tirer (un objet)                           | tí                           | ɗḛ̄                       | gbrī               | blɩ̰̀                | cʊ̀                  | cɥɩ̰́n                          | cɥ̰ɛ̰̀                     | cɥɩ̰̀                 | cɥɩ̰́ʔ           |
| têter                                      | ɲɛ̰́ ɲɛ̰̀                        | ɲḛ̄                       | mɛ̰̀mɛ̰̀ nɛ̰̄            | pɔ̀                 | pɩ̀ɛ̀                 | nʊ̰̀ njɔ́flà̰                     | nɔ̰᷆ ɲɔ̰̄flɛ̰᷆                | nʊ̰̀ ɲɔ̰̀fʊ̰́l̰à̰           | nɔ̰̀m nʊ̰́fʊ̀ɔ̀      |
| tête                                       | ɛ̰́hɛ̰́-pʰè                      | ówú                      | w̰ṵ́-krô; hṵ́-kuô     | ètè                | ècí                 | ti                            | tí                      | étìlé               | tíʔ            |
| terre (sol)                                | áyítá-tʰé                    | ó̰ɗǒ̰                      | gbɛ᷈                | àɛ̀                 | énjì                | àsɩ̀ɛ́                          | āsyɛ̀                    | àzɛ̀lɛ̀               | àsààsɩ́         |
| terre (matière)                            | áyítà                        | ó̰tō̰                      | pa᷈                 | ɛ̀bɩ́tɩ̀ɛ̀             | énjì                | ngɛ̀tɩ̀ɛ́                        | fâ                      | àzɛ̀lɛ̀               | àsààsɩ́         |
| termite                                    | ɓɔ̀ɓɔ́                         | ó̰ɓɔ̄ɓɔ́; ó̰mɔ̄ɓɔ́             | ɲce᷈                | mɔ̀pɔ̂               | bɔ̀wʊ́sʊ́ɛ̀             | m̀vɔ̀lɛ̂                         | m᷆vɔ̄lɛ᷆                   | m̀vɔ̀lɩ́kɩ̄             | m̀vɔ́tìɛ̀         |
| tenir (dans la main)                       | ɓò pʰɛ̀                       | hō̰                       | póprâ              | mḭ̀                 | lé                  | trá ; dé                      | wi᷆tī; bi᷆tī              | sɔ̀ nṵ́hà̰             | kìtàʔ          |
| taro                                       | àtòɓú                        | ó̰mlōgɓɛ᷆                  | àtòmbú             | àplḭ́               | ébrécúè             | kòókò                         | ko᷆ko᷆; mā̰nga̰᷆nḭ̄           | èkùkó               | mà̰ngà̰n̄         |
| tambour                                    | áɓì                          | óɓlì                     | m̀mr̃ɛ̰᷈               | èblḭ̂               | ɛ̀ná̰njɛ́              | kɛ̀nɩ̰̀á̰n                        | kḭɛ̰̀                     | kɩ̰̀l̰ɩ̰̀                | cɥɩ̰̀nɩ̰́          |
| tabac                                      | àsrà; dùcʰɛ̰᷆                  | ó̰nḛ́cḛ̀                    | àsra᷈               | ǹdékè              | décè                | tàa ; asra                    | tāa᷆; āsra᷆               | tɛ̀bà                | tààʔ           |
| suivre (quelqu'un)                         | gɛ̀ ... tʰá                   | tī ... tá                | krénɛ̰́ kpɔ̰́          | sì ... wɔ̂          | cʊ̀à                 | sɩ̀ ... sʊ́                     | su᷆ sū                   | tʊ̀wà                | dì àcí         |
| sueur                                      | ɛ̰́súsú                        | ó̰ʃúʃru᷆                   | n̄trɔ́sɛ̰᷈             | nǎcà               | nv́ándá̰ndá̰           | nviflè                        | m᷆vūfle᷆                  | ɛ̀ɣɛ̀lɛ́ŋɣà            | àhúhúró        |
| souvenir (je me souviens de cette fête)    | áyí dì mɛ̰̀ mwà̰hɛ̰́              | ódḛ̀ mḛ̄ ɓàtḛ́              | yì ... kálēnɛ̰̀      | kà̰cʊ̰́               | cí ... còẁ̰          | kàcɩ́                          | ɲḭ́ kpɛ̰̀                  | kàcɛ̀                | kàìʔ           |
| souris                                     | ɛ̰́súgbà                       | só̰gò̰                     | prɔ̌                | kàhùló             | àcúrú               | kadu                          | kpó                     | kìlà                | àkùràá         |
| souffrir                                   | drì                          | kḛ̄                       | fɛ᷈                 | pʊ̀                 | pó                  | fɛ́ ; di yalɛ                  | yo᷆ ya᷆                   | ɲá̰nɩ̰̀                | hʊ̰́ dī          |
| souffler (sur une flamme)                  | pʰú                          | pū                       | frú                | fù ... klɔ̀         | fù                  | fìtá                          | fi᷆tā                    | wùdà                | húʔ            |
| sorcier                                    | lògbò                        | lɔ᷇                       | m̀mɔ̀o᷈               | àɛ́                 | mɔ̀nzɔ̀               | bàyìfʊ́ɛ̀                       | bāe᷆-fwɛ᷆                 | àyɛ̀nɩ̰́               | bàì-fʊ́ɔ́        |
| soleil                                     | ɛ̰́ɲókà                        | ó̰ɲókō̰                    | cécé               | òyúè               | ɛ̀tɩ̂                 | èɥʌ́                           | ɥyá                     | èɥá                 | ɥìá            |
| soir                                       | ɛ̰́jùkà                        | ó̰joɔ̰̄                     | gbɔ̀fɔ̰᷈              | ɲ̀cʊ̀bà              | ǹzɔ́lɛ̀               | nɔ̀swá                         | n̄nɔ᷆swā                  | nɔ̀ɔ́zʊ́               | ỹṵ̀-m(ɛ́)rɛ́      |
| soif                                       | ɛ̰́dú-krò                      | ó̰dū-ɠlē                  | n̄zó-ta᷈             | òsʊ̰́ ɱɩ̰̂             | ɛ̀wá̰ndɛ̰́              | ǹzùhɔ́ɛ̀ɲ                       | n̄zɥē-we᷆                 | ǹzùɔ̀nɩ̰̀              | ǹzù-kɔ́m        |
| sœur                                       | hɔ̰̀-myà                       | òyǘē                     | wɔ̰̄mrɛ̰̄; hɔ̰̄mr̃ɛ̰̄       | èɲǎ̰lɛ̀              | mɩ́à-brà             | nianman-bla                   | nya̰᷆ā̰-bla᷈                | dìémà ɣálɛ́          | nǘá̰-bíá        |
| singe                                      | ádwà                         | tòwà                     | sɔ̀kɔ̀tɛ̰́             | sùàvɩ́lè            | ǹzrà̰bìlè            | akatia                        | n᷆dō                     | kòmṵ̀                | kwàkúó         |
| silure électrique                          | dèdèɓɔ̀                       | zìziàɓɔ̀                  | dìdìbɔ᷈             | búbú-ɲɩ̰̀ɲɩ̰̀          | èwómóèsúrò          | épitré                        | kpùkpúɲá̰ɲâ̰              | ɲà̰ɲà̰                | àp(ù)rùkùsùʔ   |
| siège                                      | áyákʰrù; ́ɛ̰̀kpàtà              | óɓiá                     | bré                | èbɩ̰́ɩ̰̀               | àdà                 | bía                           | byâ                     | èbíà                | àjɥá           |
| si (supposition)                           | kʰɛ̰́; kàsè                    | ɠání                     | ònɔ̰᷈                | sɛ̀                 | sínzí               | sɛ̀                            | sɛ̄                      | sà̰                  | sɛ̀ʔ            |
| serrer (un nœud)                           | mwà̰ ɗí                       | mlɔ̰̄                      | tɔ̰́ɛ̰̀                | fìè                | fɩ́hà                | mḭ̀an                          | mỹà̰                     | mìà̰ nṵ̀              | mḭ̀à̰            |
| serpent                                    | dù                           | gɔ̀jɔ̀                     | wē                 | òwò                | óóbì                | éwo                           | wò                      | ɛ̀wɔ̀lɛ̀               | wɔ́             |
| sentir mauvais                             | sɔ̰́ ɲà̰                        | sɔ̰̄ nnɔ̰̄sɔ́ɓú               | frɛ́ bo᷈             | fʊ̰̀ vùtúè           | pí mrɔ̰́              | bυ nvan/tɛ́                    | bɔ̰᷆ tɛ᷆                   | bʊ̰̀ ɛ̀tà̰lɛ́            | bɔ̰̀ tàtá̰á̰ʔ      |
| sentir bon                                 | sɔ̰́ ɲɔ̰́                        | sɔ̰̄ pēpē                  | fɔ̰́ bo᷈              | fʊ̰̀ ǹdɛ̀; fʊ̰̀ ɛ̀fà̰ɱɩ̰̀   | pí fɔ̰́mɔ̰́             | bυ flan                       | bɔ̰᷆ kpa᷆                  | bʊ̰̀ èvà̰lɛ́            | bɔ̰̀ dɛ̀dɛ́ʔ       |
| sentir (percevoir une odeur)               | yé ápʰá̰                      | yē                       | frɛ́ tí             | lṵ̀ ... fʊ̰́          | fḭ́mvḭ̀               | tɩ̀ m̀vâ̰                        | ti᷆ m᷆va̰᷆                  | tɩ̀ và̰l̰ɩ̰́             | tíʔ            |
| semaine                                    | ácí-dò                       | óʄḛ̄-soā                  | krî                | dʊ̀másɩ̰̀             | ɛ̀yá                 | mυlɛ̀                          | lē-mɔ᷆cɥɛ̄                | dàpɛ́nɩ̰́              | ǹnà-wɔ́cɥí      |
| sel                                        | ɛ̰́nyè                         | ó̰jē                      | m̀mwɛ̰̄               | m̀mɛ̀                | mɩ̀à                 | ǹjɩ̰̂n                          | ɲ᷆jḭ᷆                     | ɲ̀jɩ̰̀l̰ɩ̰́               | ǹjɩ̰́nɩ̰́          |
| sein                                       | ɛ̰́ɲɛ̰̀                          | ó̰ɲḛ̄                      | mɛ̰̀mɛ̰᷈               | ɔ̀lʊ́pʊ́ɛ ̀            | ɛ̀ɲɛ̀                 | njɔ́flan                       | ɲɔ̰́flɛ̰̂; ṵ́flɛ̰̂             | ɲɛ̀fʊ̰̀lɛ̰́              | nʊ̰̀fʊ̀ʔ          |
| secouer (une branche)                      | jìkà                         | jìɠà                     | kéje᷈               | kpùsú              | nḭ́mbḭ̀               | pùsú                          | ke᷆jē                    | kpùsù               | pùsùʔ          |
| sec                                        | wɛ́                           | ó̰ko̰ɛ̰̄                     | ŋm̀kpré             | wlɛ́                | ŋwɔ̰́ŋwɔ̰̀              | wʊ́sɩ́wʊ́sɩ́                      | ke᷆e᷆; wìsìwìsí           | ɥɩ̀lɩ̀ɣá              | hʊ́; yɛ́         |
| scorpion                                   | mà̰hɛ́                         | ò̰màhɛ́                    | kāngābèdí          | ɲàmḭ́ɩ̰̀-àkà          | ɛ̀krábʊ̀              | ɲà̰mɩ̰́á̰ká                       | ɲā̰ngl̰à̰                  | ɲà̰ɣɛ̀lɛ́              | àyá̰njɥì        |
| savoir (je ne sais pas)                    | ɲɛ̰́                           | ɲɛ̰̄                       | de᷈                 | sḭ̀                 | ɲnì                 | sɩ́                            | sí                      | sɩ́                  | nḭ̀mʔ           |
| sauter (par-dessus un fossé)               | gɔ̀gɔ̀                         | àlɛ̄lɛ̄                    | àtɛ́tɛ́              | fɛ̀ tà̰là̰            |                     | hulu                          | ācɛ̀cɛ́                   | tɩ̀tɩ̀àflɩ́            | h(ù)rù         |
| sauce                                      | ɛ̰́tɛ̰́-ndù                      | ó̰dū-ple᷇                  | tǒ                 | èfíè               | mvífíè              | tro                           | tro᷈                     | sùbé                | ŋ̀gwán          |
| sang                                       | ɛ̰́ká                          | ó̰ɠlɔ̰̄                     | ŋ̀kr̃ā̰               | ŋ̀ŋlà               | ŋ̀gà                 | mója                          | m᷆mōja᷆                   | mòjá                | m̀mójàà         |
| saluer (il m'a salué)                      | ɓɔ́ ... yí                    | hō̰                       | ācè yé             | bìsɛ́               | bíé àbàzì           | bìsa àhɩ̰̀n ; yɔ niké           | yō līke᷆                 | bìzà àʃɩ̰̀            | cìàʔ           |
| salive                                     | ɛ̰́mísɛ́ndù                     | ó̰na̰᷇ndū                   | ɲ̀ɲɔ̀-nzó            | m̀mɩ̀lɛ̀              | mɔ̰̀                  | ngɛ̀srɛ ; nuan nzué            | nw̰ā̰-nzɥè                | ɲɛ̀lɛ̀                | ǹdà-sǘó        |
| sale (sa chemise est sale)                 | ɓyè                          | ɓḛ̄                       | bré                | bɔ̀tɩ̀               | hṵ́                  | fian                          | fỹɛ̰̂                     | èvḭ̀l̰ḭ́               | fḭ́ḭ́ʔ           |
| saison sèche (petite)                      | ápʰɛ́pʰrɛ̀                     | ópɛ̄plɛ̄                   | mṵ́ngu᷈              | m̀mṵ́ŋḭ̀              | émvù                | mṵ́ngṵ̂n                        | wáwâ                    | ɲɩ̰̀ɲɩ̰̀sʊ́              | pɛ́-b(ɛ̄)rɛ̄      |
| saison sèche (grande)                      | áwá                          | ówā-ʄḛ̄                   | wâbrɛ̂              | ɔ̀gbʊ́lʊ̀vɔ̀           | àfà                 | wáwà                          | wáwâ                    | wáwà                | pɛ́-b(ɛ̄)rɛ̄      |
| saison des pluies (petite)                 | ákʰɔ̰̀                         | ókɔ̰̄                      | bàkpa᷈              | òbǒcìè             | ècù                 | bócíè                         | mṵ́ngṵ᷆                   | bòkɩ́lè              | ǹzù-tɔ́-b(ɛ̄)rɛ̄  |
| saison des pluies (grande)                 | ádúdù                        | óyídū                    | prô-nzo᷈            | àyìcɔ́              | èsù-ásɛ̀-bààbà       | nzu-tɔ-blɛ                    | mṵ́ngṵ᷆                   | fɔ̀sɩ́lɛ̀              | ǹzù-tɔ́-b(ɛ̄)rɛ̄  |
| sac (de café)                              | ɛ̰̀zrɔ̀                         | kòtòkú                   | fá̰dí               | kòtòkú             | mɔ́tɔ́mɛ́              | kòtòkú                        | bājɛ᷆                    | kòkòkù              | báàjɩ̀ʔ         |
| sable                                      | ɛ̰́tʰù                         | ó̰tō̰                      | ŋ̀krḭ̀ɲā̰             | nàsʊ́ɛ̀              | ǹzɔ̀                 | àɲʊ̰̀á̰n                         | āṵ̄ɲà̰                    | ɛ̀ɲwà̰                | ɥḭ̀à̰á̰           |
| rugueux                                    | gbɔ́ngbɔ̀                      | ó̰gɓlɔ᷅ngɓlɔ̌               | hràhra᷈; ràra᷈       | kpàkpìlì           | ŋ̀gòdèngwé           |                               | gláglâ                  | gèlègèlè            |                |
| roussette                                  | àkpà̰ní                       | ɓlɔ̰̂                      | àkpànɛ̰́             | ŋâjè               | ḿbwá̰njénì           | danguanziré                   | ākpa̰᷆nḭ̄                  | àkpà̰lɛ́              | ɛ́kpà̰n          |
| rouge                                      | nà̰nà̰                         | ó̰no̰ɛ̰̄                     | pr̃ɛ̰́                | pèḿpélè            | brónù               | kɔ̀klɔ̀ɛ́                        | ɔ̄kwlɛ̀                   | kɔ̀kɔ̀lɛ̀              | kɔ̀kɔ̀ɔ́          |
| rond (cuvette ronde)                       | ɛ̰́gbɔ̀                         | kēnkrē                   | lúkūlúkū           | klúklú             | mɔ́nɔ́                | klúklú                        | kùklú                   | kʊ́lʊ́kʊ́lʊ́            | k(ú)rúk(ú)rúwá |
| roi / chef                                 | ɓrɔ́kʰó; àtʰè                 | ókó̰ɔ̰̀ɓɛ̄-tḛ̄                | dè-ɲá̰              | mɩ̰̀lɩ̰̀ngbì           | ɛ̀bákúábá            | nanan; ɛhini ; blenbi/famian  | blēngbi᷆                 | bèlèngbɩ̰̀nɩ̰́          | hɩ̰́nɩ̰́           |
| riz                                        | ɛ̰̀sáká                        | ò̰màlo᷆                    | sáká               | màlô               | àwù                 | awé                           | a᷆wɥe᷆                    | àwùlé               | m̀mʊ̰́ʊ̰́           |
| rivière                                    | ádù-ɓɛ̀                       | ódū-ɓɛ̄                   | ǹzó-bye᷈            | àsùè               | éyì                 | àsùé                          | n̄zɥē-bà                 | àzùlè               | àsǘó           |
| rire                                       | pʰí ɗyà                      | pḛ̄                       | m̀mwɛ̰᷆ di᷈            | cɛ̀                 | yrè                 | sri                           | srì                     | sɩ̀lɩ̀                | s(ɩ̀)rɩ̀ʔ        |
| riche (un)                                 | ɓrìngbì                      | ɓlèngɓī                  | brèngbi᷈            | òsùkò-pʊ́ɛ̀          | èsìhɛ́-bo            | èsìkàfʊ́ɛ̀ ; aɲanbɛwunfuɛ       | ā-ɲā̰-bè-wṵ́-fwɛ̂          | ɛ̀zùkwàvʊ̀lɛ́          | sìkà-fʊ́ɔ́       |
| rêver                                      | jù ná                        | ɗèɗrɛ̰̀ nnē                | dákú               | hɩ̰̀ ... nàlíɛ̀       | wu nacu             | cɩ̰̀ nàlɩ́ɛ̀                      | cɛ̰̄ la᷆lyɛ᷆                | cɩ̰̀ ɛ̀làlíɛ̀           | sʊ̰̀ dàɩ́         |
| revenir (il est revenu du village)         | cʰá̰ ɓá                       | tɔ̌tḛ̄                     | sɔ᷈ krénɛ̰́           | vlà                | bábà jè             | sa sin                        | sā sḭ᷆ bā                | sà ɣà               | sá̰n bà         |
| réveiller (quelqu'un)                      | frè                          | frī                      | tḭ́ɛ̰᷈                | tʊ̰̀ɱʊ̰́               | sʊ́à                 | tḭ̀ngé                         | ti᷆ngē                   | tṵ̀ngwɛ̀              | ỹà̰nʔ           |
| respirer                                   | fì gùpʰrɛ̀                    | fià                      | m̀vɔ̂ sé             | lìè ... m̀fʊ̰̀        | yè ɛ́fʊ̀              | di ɛ̀wʊ̰́mɩ̰́à̰                     | lo᷆ ṵ̄mỹɛ̰᷆                 | dìè wʊ̰̀mlɩ̰̂           | hʊ̰̀mʔ           |
| répondre                                   | dɛ̰̀                           | ɠā̰ ... ɓōye᷄ʃìá           | brú                | slɔ̀; srɔ̀           | cú ... ǹdó          | bùa                           | sɔ᷆ sū                   | bùà                 | mà̰ mṵ̀àyɛ́       |
| repas                                      | ɛ̰́nɛ̰̀                          |                          | yɛ᷈                 | ɔ̀tʊ́ɛ̀; èlìkèlìè     | ɛ́sà                 | àlɩ̀ɛ́                          | ālyɛ̀                    | àlɩ̀ɛ̀                | àdǜànɩ̰́         |
| renvoyer (quelqu'un)                       | tʰrà̰má̰                       | ɗɛ̰̄                       | ʃɔ᷈kɔ̄; syɔ᷈kɔ̄        | pʊ̰́à̰                | yè                  | fuan                          | fw̰à̰                     | vṵ̀à̰                 | jàèʔ           |
| relations sexuelles (avoir des)            | pʰɛ̰́                          | ɗī                       | dédi᷈               | àjá̰; ɔ̀hʊ́lɔ̀         | frú                 | dì blásúʌ́                     | dí bla᷈                  | èlìlɛ́               | díʔ            |
| regarder                                   | nɛ̰́; gbɛ̀nɛ̰́                    | nḛ̀                       | cā                 | sìɛ̀                | ŋwrá̰                | nɩ̰̀á̰n                          | nỹà̰                     | nɩ̀à̰                 | hɛ́ʔ            |
| rat                                        | bwrì                         | àgoàtḛ̄                   | bèté               | bòté               | ɛ̀ngúró; èyírí       | bòté                          | o᷆tē; we᷆tē; be᷆tē         | kɩ̀là                | kúsìè          |
| raser (le crâne)                           | sɛ̀                           | sɛ̄                       | prɔ̂                | fʊ̰́                 | gbárà               | pá                            | kpú                     | kpá                 | wɛ́nʔ           |
| racine                                     | ɛ̰́mɛ́lù                        | óyòkū nɗā                | ɲāmɛ̰̀-nḭ́            | ɛ̀là̰                | njésí               | èlùí                          | bo᷆dɥi᷆; o᷆lɥi᷆             | ǹdɩ̰̀nɩ̰́               | h(ḭ́)nḭ̀ḭ̀        |
| quoi ?                                     | bí                           | nḛ᷅ nnḛ́ ɓlo᷇               | dāì; dā            | èlíkìè             | èlè-ò               | ǹzú ; nzukɛ; nzikɛ            | n᷆zū; ŋ́goè               | ǹzɔ́nḭ̀; dùzú         | ábɛ̀            |
| qui ?                                      | àbɛ̰̀                          | ò̰pɛ᷇                      | krâ                | ɲ̀cíé               | áwù                 | wan                           | w̰á̰                      | w̰á̰nɩ̰̀                | hwá̰n           |
| queue                                      | átʰágɔ̰̀                       | ótá-gḛ̄                   | dīò                | òlúè; òlúɔ̀         | ɛ́tɛ̀                 | dúa                           | lwa᷆                     | dùàlɛ̀               | dǜàá           |
| quand                                      | cí-bɛ̰̀                        | óɠàɗô̰; óɓāɗô̰             | cē-krâ             | kèbìè              | nòhú-nɔ̰̀             | cian béni. dɔɲ béni; tɛm béni | cɛ̰̀ be᷆nḭ̄                 | kɩ̰̀lɩ̰̀-zú             | dá-bɛ̄          |
| python                                     | cʰà̰                          | sɛ̰̄                       | àyrô               |                    | kpá̰ngbrà̰            | ɛ̀ɲɩ ; pambanzré               | a᷆ɲḭ᷆                     | ɛ̀ɲɛ̰̀lɛ̰́               | ǹỹḭ́nḭ́          |
| pus                                        | ápʰì                         | ó̰pī                      | kà̰-ǹzó             | m̀plùmí             | crɔ̀ngɔ̀              | àsɩ̰̌-nzùé                      | ka̰᷆nḭ̄-nzɥè               | nídè                | kúró-ńzǖō      |
| puits                                      | síkrá                        | síɠlá                    | mà̰-ǹzó             | èsíklà             | èbúrà               | bula                          | ŋm̄gbl̰ɔ̰᷆; gbo             | búlà                | k(ɔ̀)rɔ́         |
| proverbe                                   | ɲà̰drà̰                        | ó̰nɛ̰̄                      | ɲà̰ndrâ             | ǹnʊ̰̀-tró            | ndèmà               | àɲɩ̰̀ndrà                       | ɲa̰᷆ndra᷆                  | ɛ̀ɣɛ̀lɛ́               | bɛ́             |
| promener (se)                              | kʰà ɗì                       | krɔ̰̄mɔ̰̄                    | krî                | kpàsà              | njímɛ̀               | pànzá; ciman; kɔ awlan        | wl̰a̰                     | kpɔ̀nzà              | w(ʊ̰̀)nà̰         |
| 7e jour                                    |                              |                          |                    |                    | èkrúpúè             | mɔ́lɛ̀                          | mɔ̰́nɛ̰̂                    | mɔ̀lɛ́                | kwàsíé dā      |
| 6e jour                                    | ásɔ́                          | óʄrɔ̰̄                     | ʃɔ̀kwí              |                    | ɛ̀kwɔ̀nzɔ̀             | fùé                           | fwe᷈                     | fʊ̀lɛ́                | mɩ̰́nɩ̰̄nɩ̰̄ dā      |
| 5e jour                                    | ábìcɔ́                        | ógrḛ᷄ɓɔ̄                   | ʃɔ᷈                 |                    | èkú                 | yâ                            | yâ                      | yàlɛ́                | fíé dá         |
| 4e jour                                    | ábì                          | ógḛ̀                      | prô                |                    | èɥòmànɩ́ɛ̀            | ùhúè                          | wue᷈                     | kùlé                | yáwʊ̄ɔ̄ dā       |
| 3e jour                                    | ácá                          | ódìsā                    | pī                 |                    | èpíɛ̀fɔ̀              | mànlan                        | ml̰a̰᷈                     | mà̰à̰lɩ̰́               | ùkúó dá        |
| 2e jour                                    | ápɔ́                          | ópīʄɔ̄                    | pōkānḭ̀             |                    | èpí                 | jɔ́lɛ̀                          | jɔ́lɛ̂                    | jʊ̀kɛ́                | bɩ̰́ná̰ dá        |
| 1er jour de la semaine                     | ágù                          | ópī                      | pō                 |                    | ɛ̀yá                 | kìsíè                         | ci᷆sye᷆                   | kɩ̰̀lɩ̰̀zìlé            | jʊ́ dá          |
| mille                                      | àkpɛ̰̀                         | āgɓɛ̰̌                     | àkpɛ̰̌               | àkpe̋ kűè           | súnzú               | àpɩ̌ kʊ̰̀                        | ākpì                    | àpɩ̰̀l̰ɩ̰̀               | àpḭ́m           |
| cent                                       | àyà                          | yǎ                       | yǎ                 | ɛ̀yǎ kűè            | átá                 | ɛ̀yá kʊ̰̀                        | yà                      | ɛ̀yà                 | hà             |
| vingt                                      | ápʰɛ̰̀                         | ópɛ̰̄                      | àbrūāɛ̰́             | ɛ́fɩ̰̂                | èfè                 | àbúlàà                        | a᷆blāɔ̰᷆                   | àbúláɲʊ̀             | àdǜònṵ̀         |
| dix                                        | áwɔ́                          | ówā                      | brú                | òbùlṵ́              | èdí                 | blú                           | blú                     | búlú                | dúʔ            |
| neuf                                       | áɓrɔ̀                         | ótru᷄                     | ŋ̀grɔ̀ā̰              | pʊ̀àlʊ̰̀hʊ̰̂            | brúkú               | nglwá̰                         | ŋ̄gwl̰à̰                   | ŋ̀gʊ̰̀l̰à̰               | ŋ̀gɔ̰́nɔ̰́          |
| huit                                       | áɓyá                         | ógɓī                     | mɔ̀kwɛ́              | mɔ̀kúè              | ànɛ̀mrɔ̰̀              | mɔ̀cɥɛ́                         | mɔ᷆cɥɛ̄                   | mɔ̀cɥɛ̀               | wɔ̀cɥɩ́          |
| sept                                       | ákʰwácʰè                     | óɓīsḛ́                    | ńsô                | ɲ́cʊ̰̂                | àfà                 | ǹzo                           | n᷆sɔ᷆                     | ǹsʊ̂                 | ǹzʊ̰̋ʊ̰̋           |
| six                                        | ákʰwá                        | ókoā                     | ńsỹɛ̰̄               | ɲ́cɩ́ɛ̀               | àhɩ́ɛ̰̀                | ǹzian                         | n᷆sỹɛ̰̄                    | ǹsɩ̰̀ɛ̰̀                | ǹzḭ̀á̰           |
| cinq                                       | mwà̰ná̰                        | nɛ̰́nā̰                     | ńnṵ̀                | ǹnṵ́                | ànù                 | ǹnṵ́n                          | n᷆nṵ̄                     | ǹnṵ̀                 | ǹnṵ́m           |
| quatre                                     | ɓwèɗí                        | nɛ̰́ní; nó̰ní               | ńná̰                | ńnâ̰                | à̰nɛ̀                 | ǹná̰n                          | n᷆nə̰̄                     | ǹná̰                 | ńná̰ɩ̰́           |
| trois                                      | ɓwàɗyá                       | nɛ̰́jē; nó̰jē               | ńsá̰                | ŋ́ŋâ                | àhá̰                 | ńzâ̰n                          | n̄sa̰᷆                     | ǹsà̰                 | mḭ̀ɛ̰̀nzá̰ʔ        |
| deux                                       | mɔ̰̀                           | ó̰no̰ɔ̰́                     | ɲ́ɲɔ̰́                | áɲṵ̂                | àɲɔ̰́                 | ɲ̋un                           | ɲ̄ɲɔ̰᷆                     | ɲ̀ɲʊ̰̀                 | mḭ̀ènṵ́ʔ         |
| un                                         | bɛ̰̀; brɛ̀                      | lóɓō                     | kɔ̰́                 | ókúè               | ɩ̀kʊ̀                 | kʊ̰̂                            | kṵ᷆; kɔ̰᷆                  | kʊ̰̀                  | bìàkʊ̰́ʔ         |
| vouloir (il veut de l'argent)              | nɛ̰̀                           | jɔ̰̄                       | byé                | gbà                | krú                 | kùló kɛ ; pindɛ               | klò                     | kùlò                | pɛ́             |
| vomir                                      | kɔ́                           | ɠɔ̄                       | m̀pīpī              | pɩ̰̀                 | pɩ̀                  | fɩ́                            | fí                      | fí                  | fɩ̋ʔ            |
| voler (oiseau)                             | fè                           | fī                       | tú                 | fɛ̀                 | cú                  | tú                            | tú                      | tú                  | túʔ            |
| voler (un objet)                           | sì sídò                      | srū                      | dúku᷈               | yűɔ̀                | dúé                 | wùa                           | wuà                     | wùà                 | ɥìàʔ           |
| voir                                       | wú                           | wū                       | lá yí              | lɩ̀                 | búò                 | wui ; wun                     | w̰ṵ́                      | w̰ṵ̀                  | hṵʔ            |
| vivant (être)                              | ɓá mɛ̀pɔ́                      | moa                      | m̀mr̃ɛ̰᷈               | ɲɩ̰́-yìklɔ̀           | ɲìw̰ɔ̰̀ɔ̰̀               | àɲɩ̰̀-wɔ̀-sʊ̀ɛ́                    | ɲḭ́-tɛ́-o᷆-sū              | àɲɩ̰́wɔ́zʊ̀             | tì-àsɩ̀         |
| vin de palme                               | gòsɛ́                         | ó̰ɠàsá; ó̰dè pōpō̰          | ǹzà̰ fwɛ̰́            | m̀mê                | ŋ̀gòtô               | ǹzan                          | n᷆za̰᷆                     | ǹzá̰ fùfúlè          | ǹzà̰-fúfúó      |
| village                                    | ákʰú-ɓɛ́                      | ókó̰ɔ̰̀-ɓɛ̄                  | de᷈                 | ɔ̀púɛ̀               | mɔ̀nɔ̀                | kùló                          | klɔ̀                     | sùà-zʊ́              | kùró           |
| vieux (être vieux, pour une personne)      | lɔ́lɔ́; tʰí                    | lɔ̄lɔ̄; tītī               | jàle᷈               | làbâ               | nìngbé              | panyin                        | kpɛ̰̄ngbɛ̰᷆                 | kpà̰ɲḭ̀l̰ḭ́             | pà̰-ỹḭ́nḭ́ʔ       |
| vieillard                                  | lèpʰa̰-lɔ́lɔ́; lèpʰà̰-tʰítʰì     | kɔ̀krɔ᷆-kó̰                 | ʃɔ̂kra᷈              | ɛ̀vɩ̀lɩ̀vɛ̀            | ɛ̀mɩ̀à-hrà-mɔ̰̀         | àwlʊ̀wǎ                        | we᷆kē                    | ɛ̀ɣɩ̀lɩ̀ɣà             | àkʊ̀kʊ̀rá        |
| vide (la bouteille est vide)               | wrɛ́                          |                          | ŋm̀kpré             | ɛ́hɛ́lâ              | àfù                 | tô                            | ŋm̄gbɛ̰̀                   | ŋ̀ngbà̰nɩ̰̀             | hṵ́nṵ́           |
| viande                                     | ɛ̰́ná̰                          | ó̰nā̰                      | nỹɔ̰̄                | ɛ̀là̰ɱɩ̰̀              | ɛ̀bʊ́wʊ̀               | ǹnǎ̰ɲ                          | n̄nɛ̰̀                     | nà̰nɩ̰̀                | ǹná̰m           |
| vêtement                                   | ɛ̰̀tráɗyɛ́                      | ó̰ɗáɗiɛ́; ó̰ɗɛ́ɗiɛ́           | tràlé              | tlàlɩ́ɛ̀             | fráfɛ̀               | traliɩ́ɛ́                       | tra᷆lɛ̄                   | tɩ̀làdɩ́ɛ́             | àtààdíɛ́        |
| verser (du vin dans un verre)              | hà                           | dḛ̀                       | bútu᷈               | bɩ̰̀yɩ̰́               | gbò                 | gwa; butu                     | gw                      | wʊ̀là                | hɥìèʔ          |
| vérité                                     | mímíbrɛ̀                      | ànò̰màhrɛ̂                 | nà̰wrɛ᷆              | ànʊ̀hálɛ̀            | ngbɔ́ká              | ̰̀ànà̰hɔ́lɛ̀                       | na̰᷆wlɛ᷆                   | nɔ̀hàlɛ́              | nɔ̀k(ɔ́)rɔ́       |
| ver de Guinée                              | gbà̰                          | ò̰gɓɔ̰́                     | ŋḿŋmá̰              | ŋm̀kpá̰              |                     | ŋ̀bâ̰                           | ŋm᷆gba̰᷆                   | mìmíké              | m̀vá̰            |
| ver de Cayor                               | ɛ̰́drwà̰                        | ɗɔ̰̀                       | tàlè-zo᷈            |                    |                     |                               | sɔ̄nzɔ᷆lyɛ᷆                | sɔ̀nɩ̰̀                | sà-pṵ́á̰         |
| ver de terre                               | tʰɔ̰̀mwè                       | cíɓí                     | sɔ̰̀nzɔ̰̄              | ɔ̀sɔ̂                | sɔ̀hrɔ̀sɔ́yɩ́           | srɔɲ                          | srɛ̀                     | sɔ̀nɩ̰̀                | sɔ̰̀nz(ɔ̰́)nɔ̰́      |
| ventre                                     | áláɓɛ̀; àhrómɛ̰̀                | ókò                      | kūdá               | òpú                | èpû                 | kʊ̀                            | kú; kṵ́                  | ɛ̀kʊ̀lɛ̀               | àfùrùʔ         |
| vent                                       | ápʰɛ́pʰrɛ̀                     | ópùɓɛ̀                    | fɛ̀fɛ᷈               | fùfùkò             | èfùbɔ́               | àwʊ̰̀mǎ̰n                        | ā̰ṵ̄mw̰à̰; a̰᷆ngbā̰            | àwʊ̰̀mà̰               | m̀v(à̰)nà̰mmá̰     |
| venir                                      | ɓá                           | bō                       | wa᷈                 | vlâ                | bà                  | bá                            | bá                      | bɛ̀là                | báʔ            |
| vendre                                     | pʰɛ́ ɗí                       | pɛ̄ ɗí                    | fē                 | tɔ̀nɩ̰́               | prónì               | tɔ̀nɩ̰́                          | yō ātɛ̀                  | tɔ̀nɩ̰̀                | tʊ̰̋ʊ̰̋            |
| van                                        | ámwrɛ̰́                        | ó̰nó̰gw̰lɛ̰̀                  | gbàle᷈              | òbṵ́                | tɔ̀rkɛ̀               | wùhùlɩ̀ɛ́                       | gbāle᷆; kpājā-līke᷆       |                     | gb(è)règàʔ     |
| mauvais (c'est mauvais au goût)            | ɲà̰                           |                          |                    | ɔ̀lʊ̀ɛ̀               | prɔ́bɔ̀               | ɛ̀tɛ́                           | tɛ̂                      |                     | tà̰à̰ʔ           |
| fou / folie                                | fà̰wò                         |                          |                    | èté-sɛ́klɛ́lɛ́        | sɛ                  | sɛ́                            | fyàṵ́-fwɛ̂                |                     | bɔ̀ dám         |